# 건륭제

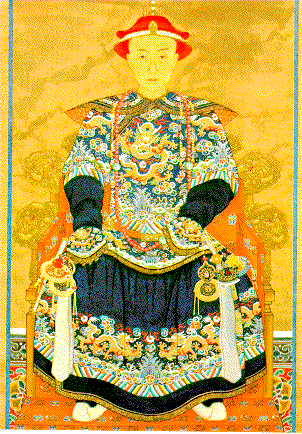
보친왕 시절의 건륭제

건륭제(乾隆帝, 1711년 9월 25일(음력 8월 13일) ~ 1799년 2월 7일(음력 1월 3일))는 청나라의 제6대 황제(재위 1735년 ~ 1796년)이다.
성과 휘는 아이신기오로 훙리(만주어: ᡝᠠᡳᠰᡳᠨ
ᡤᡳᠣᡵᠣ
ᡥᡠᠩ
ᠯᡳ Aisin Gioro Hung li, 한국 한자: 愛新覺羅弘曆 애신각라 홍력), 묘호는 고종(高宗, 만주어: ᡬᠠᠣᡯᡠᠩ G'aodzung), 시호는 법천융운지성선각체원입극부문분무흠명효자신성순황제(法天隆運至誠先覺體元立極敷文奮武欽明孝慈神聖純皇帝), 짧은 시호로는 순황제(純皇帝, 만주어: ᠶᠣᠩᡴᡳᠶᠠᡥᠠ
ᡥᡡᠸᠠᠩᡩ Yongkiyaha Hūwangdi)이며, 연호는 건륭(乾隆, ᠠᠪᡴᠠᡳ
ᠸᡝᡥᡳᠶᡝᡥᡝ Abkai Wehiyehe, ᠲᠩᠷᠢ ᠶ᠋ᠢᠨ
ᠲᠡᠳᠭᠦᠭ᠍ᠰᠡᠨ Tengri-yin Tedqügsen)이다. 강희제의 손자인 옹정제의 넷째 아들이며, 옹정제의 후궁 출신인 효성헌황후 뇨후루씨(孝聖憲皇后 鈕祜祿氏)의 소생이다.
어릴 때부터 제왕이 지녀야 할 자질이 보여 할아버지 강희제와 아버지 옹정제에게 인정을 받았다. 1735년(옹정 13년), 옹정제가 급사하자 저위비건법에 따라 황위에 올라 먼저 만주족과 한족 대신들의 갈등을 조정하며 내치를 다진 후 대규모 정복 사업과 문화 사업을 펼쳤다. 문화 사업으로는 옹정제 때 마카오로 추방된 로마가톨릭교회 산하 예수회 선교사들을 다시 불러들여 북경에 서양식 건물을 짓도록 허락한 것과 특히 예수회 수도사인 주세페 카스틸리오네에게 서양식 궁전인 원명원을 개·보수를 감독하게 한 것이 있다. 그 자신 역시 문화와 예술에 관심이 많아 시와 서화를 즐겼고 각지의 시인과 화가들을 독려하였다. 특히 10년의 세월을 들여 고금의 도서를 수집하여 중국 역사상 최대의 대편찬 사업인 《사고전서》를 편찬함으로써 고서적들을 많이 발굴케 하였으나 문자의 옥도 단행하여 청나라의 정통성을 부정하는 책들은 모두 금서로 만들었다. 한족들의 반란을 잔인하게 진압하고 명나라 출신 한족 여성들을 기녀로 삼는 기녀방을 운영하고 만주족의 한족 정복과 지배를 확고히 만들었다. 
그러나 집권 후반기에 들어서면서 시대착오적인 정책을 내놓고 여기에 사치, 반란, 서방과의 부실한 외교, 그리고 희대의 탐관오리로 평가받는 뇨후루 허션을 20여 년간 총애하여 말년엔 매관매직과 부정부패가 빈번히 일어나고 국고가 비어 결국 청 제국은 쇠락의 길로 접어들었다. 1796년(건륭 60년) 말, 자신은 감히 할아버지인 강희제의 재위 기간을 넘을 수 없다며 재위 60년째에 태상황제로 물러났지만, 막후에서 정책 최고 결정권을 행사하여 여전히 실권을 쥐고 있었다. 재위기간 60년에 태상황제로서 실권을 장악한 4년까지 합치면 건륭제는 중국 역사상 가장 오랫동안 실권을 장악한 황제였다. 스스로 십전노인(十全老人, 열 번의 원정을 모두 승리로 이끈 노인)이라 칭하고 그렇게 불리기를 좋아하였으며, 중국 최후의 태평성세인 강건성세(康乾盛世)의 마지막을 장식한 황제이다. 중국의 역대 황제 중 가장 장수한 황제이며 중국 최후의 태상황제로 그의 생모와 신분, 즉 한족의 피가 흐르는지에 대한 의문이 있어서 중국의 역대 황제 중 가장 민간의 전설이 많은 황제이기도 하다.

## 생애

### 어린 시절
1711년(강희 50년) 9월 25일, 자금성 인근 옹친왕부에서 당시 시첩이던 뉴호록씨와 옹친왕의 다섯 번째 아들로 태어났다. 홍력의 어머니 뉴호록씨는 만주족이었지만 출신이 미천하여 어린 나이에 궁에 들어가 수녀(秀女)가 된 뒤 옹친왕부에 배속되어, 윤진의 후궁인 측복진(側福晉) 이씨의 시녀로 있었다. 어머니의 미천한 신분에 의하여 그다지 부각되지 않던 홍력은 이미 어린 시절부터 천자문과 사서오경을 꿰뚫어 암송하고 시를 잘 지어 1720년(강희 59년) 겨울에 할아버지인 강희제가 특별히 궁정에서 기르기 시작하였다.
황손인 홍력은 황자들만 교육받을 수 있던 상서방(上書房)에서 공부하였는데 이곳에선 홍력 이외에도 자질이 남다른 여러 황손들과 홍력과 동갑인 숙부 윤희(胤禧)도 같이 공부하고 있었다. 당시 강희제에게는 20명의 황자와 100명 안팎의 손자가 있었는데 강희제는 손자들의 상당수를 알지도, 심지어는 얼굴 한 번 본 적도 없는 경우도 있었다. 그러나 그 많은 황손들 중 궁정에서 생활할 수 있도록 특별히 뽑힌 홍력이 문재에도 탁월하였고 사냥에서는 어린 나이에 곰을 두려워하지 않고 화살로 힘들이지 않고 잡자 이를 매우 기특하게 여긴 강희제는 어릴 때의 자신을 닮았다며 홍력에게 기본적인 제왕학을 가르치기 시작하였고 특별히 자금성을 지키는 금군 무관에게 명해 홍력에게 무예를 전수해줄 것을 명하였다. 어떤 때에는 노구의 강희제가 직접 홍력의 무술을 보고 가르치고 같이 수련하였다. 궁정에서 살면서 할아버지의 총애를 받았으나, 한편으로는 자주 자신이 살던 옹친왕부로가 부왕인 옹친왕 윤진과 적모인 적복진 오라나랍씨, 그리고 어머니에게 문안드렸고 이러한 성실한 모습을 본 강희제가 더욱더 총애하였다.
1722년(강희 61년) 12월, 홍력의 조부이자 청나라의 제4대 황제인 강희제가 노환으로 붕어하자, 당시 정국을 면밀히 관찰하던 홍력의 아버지 옹친왕 윤진이 군사들과 대신들을 이용하여 황위에 오르니 이가 옹정제이다. 강희제는 임종 직전, 윤진을 불러서 미래의 황제는 홍력이니 황위를 반드시 홍력에게 물려주라 명하였다고 전해진다. 그에 따라 황위에 오른 옹정제는 미리 황태자로서 홍력의 이름을 써서 그 함을 건청궁의 정대광명(正大光明) 편액 뒤에 올려놓았다.
강희제와 같이 홍력의 재주를 귀히 여기던 옹정제는 상서방에 계속 보내어 공부를 시키게 하였고 홍력을 지도하였다. 이듬해인 1723년(옹정 원년) 옹정제는 13살의 홍력에게 자기 대신 선황제인 강희제의 제사를 지내게 하였는데 세간에서는 이미 옹정제가 홍력을 후계자로 눈여겨보았다는 소문이 돌았다. 홍력이 나이가 들수록 학식 또한 깊어지자 옹정제는 홍력의 제왕학을 손수 가르치고 홍력이 정치를 배우는 데에 잘못된 것이 있으면 이를 바로 잡아주었다. 홍력은 오전에는 서화에 몰두하였고 정오에서 유시(酉時, 오후 6시)까지 정무에 매달리며 한편으로는 쉬운 국정을 처리하면서 정치를 배워갔다.
그러나 옹정제의 셋째 아들이자 홍력의 이복형인 패륵 홍시(弘時)는 이러한 움직임에 불만을 품고 옹정제와 척을 지고 있던 숙부이자 강희제의 8남 염친왕 윤사(廉親王 胤禩)와 손을 잡았다.
윤사가 노골적으로 부추기자 홍시는 홍력을 모함하였으나, 옹정제는 오히려 자신의 일을 열심히 하고 있는 홍력을 몰아붙이는 홍시를 의심하였다. 1725년(옹정 3년), 홍시가 홍력을 암살하려던 일이 발생하자 진노한 옹정제는 홍시를 윤사의 아들로 입적시켜버렸고 1727년(옹정 5년)에는 윤사 일당이 역모를 꾀하려 한다는 이유로 모두 잡아들여 하옥시키고 아들인 홍시마저도 잡아들인 후, 황실 대동보에서 그의 이름을 제명하였다.
이 때 잡힌 윤사, 윤당은 곧 옥에서 독살당하고 홍시 역시 얼마 안 가 감옥 안에서 사망하였다. 같은 해에, 홍력은 부찰씨를 아내로 맞아들였고 더 이상 홍력에 맞서 황위를 노리는 경쟁자는 나타나지 않았다. 홍시가 죽고 난 후, 홍력이 당시 옹정제의 아들들 중 가장 연장자였기에, 대다수 대신들은 이변이 없는 한, 홍력이 황위를 승계할 것이라 믿었다. 1733년(옹정 11년), 홍력은 화석친왕(和碩親王) 직을 제수받고 보친왕(寶親王)이라 불렸고 이 때부터 정치의 전면에 나서면서 군기처에서 지내며 아직 완전히 섬멸되지 않은 몽골의 준가르 부족에 관한 일을 도맡았다. 또한 태묘, 사직 대제나 공자와 관우의 제사 등 황제가 주관해야 할 국가의 중요 대사를 옹정제를 대신하여 주관하였다. 1734년(옹정 12년), 옹정제가 연로해져 정사를 돌볼 수 없을 때에는 홍력이 나서서 섭정으로서 국사를 처리하였다.

### 즉위와 개혁

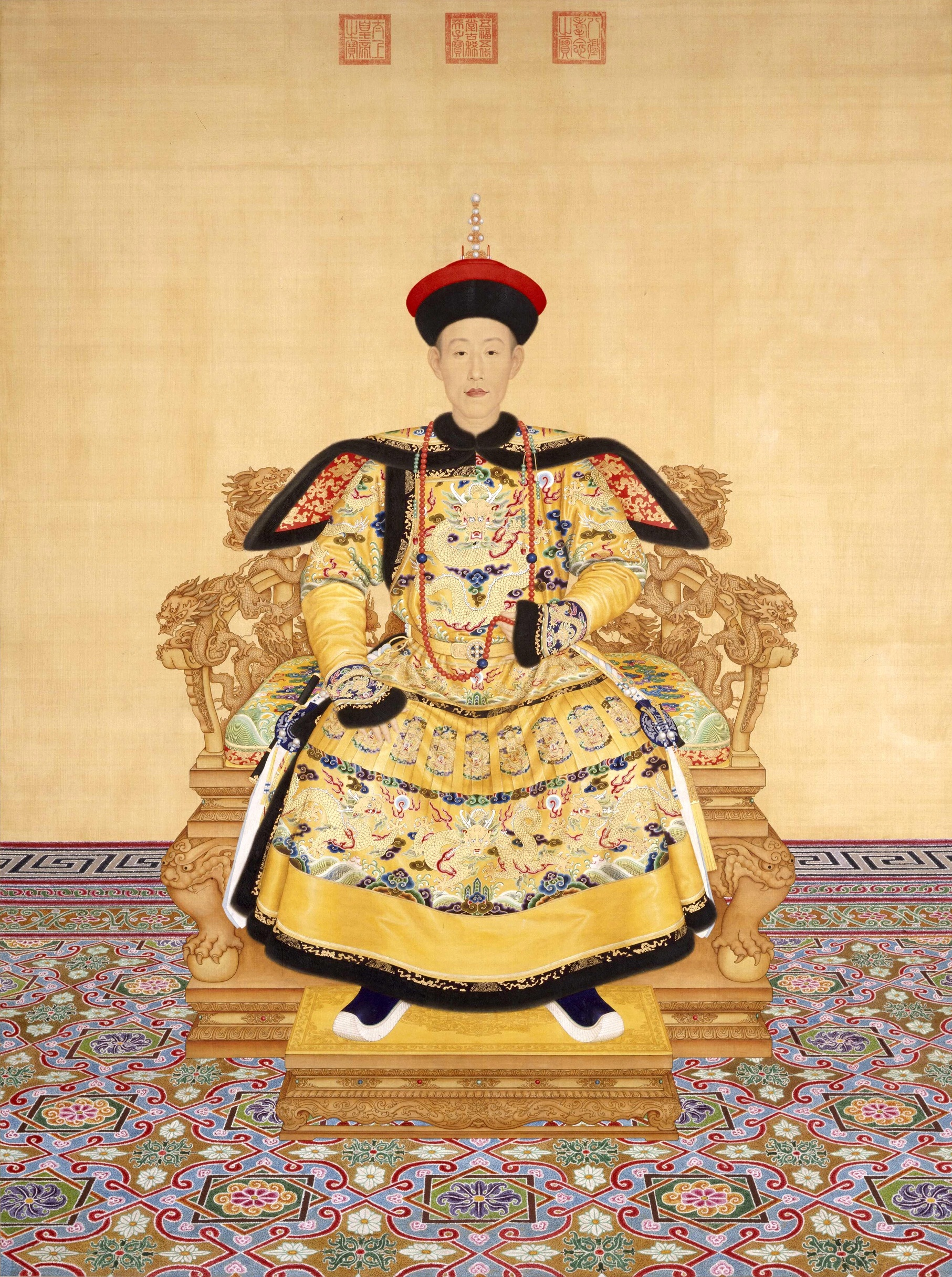
즉위 당시의 건륭제

1735년(옹정 13년) 10월, 옹정제의 몸이 나빠지자 보친왕 홍력은 이복동생 화친왕 홍주(和親王 弘晝)와 함께 옹정제를 간병하였다. 그러나 동년인 1735년(옹정 13년) 10월 8일, 홍력의 아버지이자 당대 청나라 황제인 옹정제는 급격히 병세가 악화되어 58세를 일기로 북경의 원명원에서 과로로 의한 피로 누적으로 붕어하였다. 대학사 장정옥과 악이태(鄂爾泰), 그리고 홍력의 숙부인 장친왕 윤록(莊親王 允祿), 과친왕 윤례(果親王 允禮) 등이 고명대신이 되어 옹정제의 유조를 건청궁 정대광명 편액에서 꺼낸 뒤 유조를 읽었다. 유조에는 제4황자 홍력을 황태자로 책봉하여 황제로 즉위시키라는 내용이었다.
| “ | 제4황자 보친왕 홍력은 성품이 인자하고 효성과 우애가 깊어 아바마마이신 성조인황제(강희제) 폐하께서 특별히 총애하여 궁중에서 기르셨다. 홍력은 친왕이 된 후에도 나태하지 아니하고 오랫동안 준비하여 정사에 능숙하며 식견이 깊으니 가히 대사를 맡겨 짐의 뒤를 이어 황위를 이을 자격을 갖추었도다. | ” |

이 유조에 따라, 홍력은 황태자로서 책봉의례를 받은 후, 곧 황위에 오르니 이때 그의 나이 25세였으며 이가 제5대 황제인 고종 건륭순황제(高宗 乾隆純皇帝)이다. 연호를 ‘건륭’(乾隆)이라 정하였는데 여기서 ‘건’(乾)은 하늘, ‘융’(隆)은 높음과 영광이라는 뜻이니, 건륭이란 하늘의 영광이라는 뜻이다. 과거 조부인 강희제나 부황인 옹정제의 즉위 과정이 순탄치 않았던 데에 비하여 이미 황자 시절에 경쟁자가 없어진 건륭제의 즉위 과정은 매우 빠르고 안정적으로 진행되었다.
즉위하자 건륭제는 먼저 아버지 옹정제가 연금하거나 귀양보낸 자신의 숙부들을 사면하였다. 특히 강희제의 14남이자 옹정제가 황위에 오르기 전 경쟁자로 불리던 순군왕 윤제(恂郡王 允禵)는 건륭제의 배려로 풀려날 수 있었다. 그 후 건륭제는 아버지가 재위기간 내내 추진하던 종친들을 정치 일면에서 배제시키는 정책에 박차를 가했다. 강희제나 옹정제 때만 하더라도, 대부분의 황자들과 일부 세력있는 방계 황족들은 군이나 육부를 통솔하였으나 그 당시의 골육상쟁을 잘 알고 있던 건륭제는 황족들을 대부분 군과 육부, 군기처에서 배제시켰고 그의 아우들마저도 정치적 발언을 규제하여 공사를 구별하였다. 혈기왕성한 청년의 건륭제는 인시(寅時, 새벽 4시)에 일어나 조회에서 대신들이 올린 각지에서의 보고를 받고 이를 수결하였다.

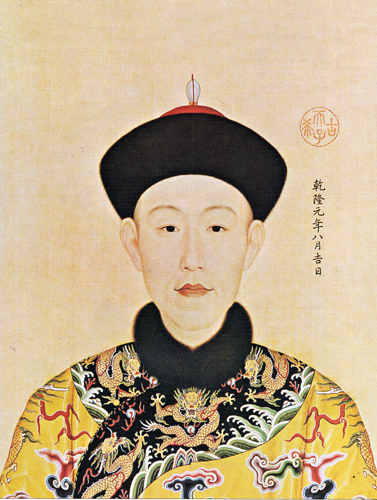
1736년 26세의 건륭제

그러나 1736년(건륭 원년) 당시 조정에서는 두 개의 파가 있었는데 한 파는 영시위내대신 겸 군기대신 악이태로 군부의 신망을 얻고 있었고, 다른 파는 군기대신 장정옥으로 한족 출신의 대신들 중 가장 연장자로 당시 명나라의 정사인 《명사》를 쓰고 있었다. 이들 두 대신은 강희제와 옹정제 때부터 조정에서 활약하던 실력자들이어서 기세가 모두 등등하였다. 건륭제는 악이태와 장정옥 모두 고령이라 머지않아 세상을 뜰 것이라 예상하여 방치해둔 채 서로를 견제하게 만들어 서로의 세력을 약화시켰고 그 사이에 자신을 따를 신료들을 조금씩 만들어 나갔다. 하지만 건륭제는 이들 둘의 정치적 역량과 실력을 잘 알고 있었기에 이들이 죽을 때까지 내치지는 않았다.
건륭제는 곧 보갑제(保甲制)와 이갑제(里甲制)라는 제도를 뜯어고쳤는데 보갑제는 100 가구를 모아서 갑(甲), 그리고 그 10개의 갑을 모아 보(保)로 나누어 같은 공동체에서 사는 사람끼리 서로 질서와 치안의 책임을 지게 하는 제도였고 이갑제는 보와 갑에서 세금을 인구에 따라 모아서 재정을 충당하는 제도였다. 본래 북송의 왕안석이 신법으로 쓰려다가 수포로 돌아간 이후 명나라를 거쳐 청나라 이후 순치제 치세의 섭정왕이었던 도르곤의 명령으로 다시 시작하였고 강희제와 옹정제를 거치면서 전국적으로 시행되었다. 보·갑의 장들은 자신이 맡은 구역의 백성들의 호적을 조사하고 그 기록을 관아에 바쳤고 수상한 촌민들을 감시하기도 하였다. 그러나 지방 관리들이 인구와 세수를 일부러 줄여서 보고하고 뒤로는 세금을 무겁게 매겨 막대한 사익을 취하자, 1740년(건륭 5년), 건륭제는 정확한 인구조사를 위해 각지의 보·갑장에게 가구당 세는 사람의 수를 군역을 지는 장정이 아닌, 집안의 여자들까지 모두 다 계산하였는데 계산한 백성들의 수는 나이, 성별과 이름을 패에다 적어 각자의 집 문 앞에 걸어놓았다. 패를 대문에 걸어놓으면 보나 갑의 장(長)들이 가구를 돌아다니면서 기록을 하고 그 기록을 모두 지방의 순무부, 또는 총독부에 보냈고 이들은 또 자신의 관할 인구 기록을 모두 추려서 북경의 군기처와 호부로 보냈다. 이러한 정책으로 건륭제는 청나라의 총인구수를 보다 정확히 알게 되었고 지방 관리들이 인구와 세수를 일부러 줄여서 보고하여 사익을 취하려 한 경우를 차단하여 또한 이를 방치하거나 세금을 빼돌린 총독이나 순무에게도 중징계를 내려 특히 이 중 그 행태가 심한 자는 참형에 처하기도 하였다. 이러한 건륭제의 강력한 정책은 청대 후기까지 지속되었으나 사실상 부정부패가 시작되는 건륭제의 치세 후기까지만 지속되었다.

### 십전무공

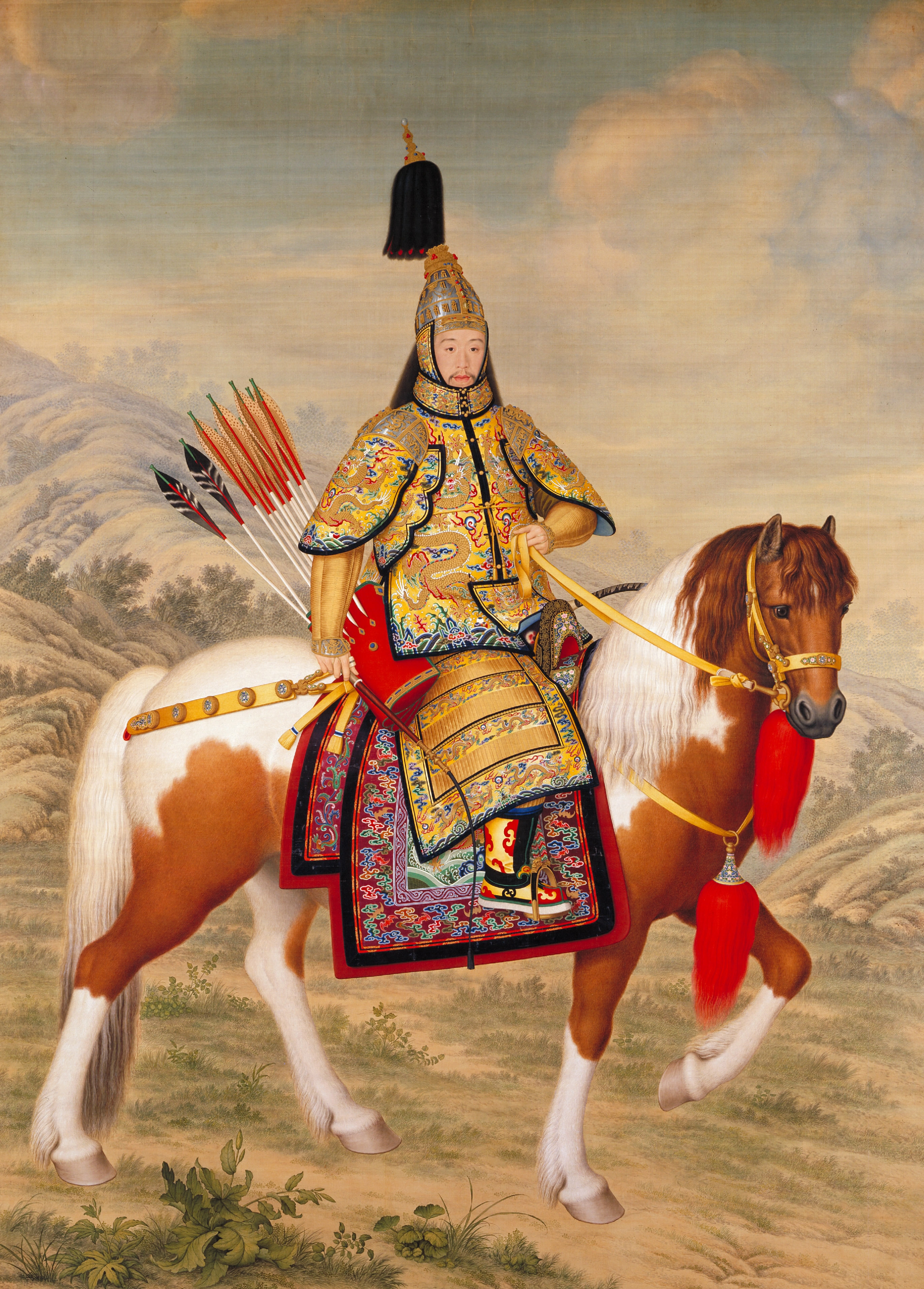
갑옷을 입고 말에 탄 건륭제

보갑제와 이갑제의 덕으로 어느정도 내치를 다져서 그 성과를 본 건륭제는 국고의 은자가 풍족하고 인구도 크게 늘어나 농작도 잘되어 백성들의 호응을 받았다. 나라가 부유해지자 건륭제는 자신의 위엄을 더욱 떨치기 위해 군대를 일으켰다. 이러한 마음에는 건륭제가 평생 존경한 할아버지 강희제에 대한 동경심도 포함되어 있었다.
1747년(건륭 12년), 대금천(大金川)을 시작으로 1755년(건륭 20년), 1757년(건륭 22년) 두번에 걸쳐 강희제 이후 세력이 미미해졌으나 여전히 몽골 고원을 호령하던 중가르를 완전히 복속시켰고 1769년(건륭 33년)에는 버마, 1776년(건륭 41년)에는 대금천과 소금천(小金川), 뒤이어 1788년(건륭 53년) 대만, 1789년(건륭 54년) 베트남, 1791년(건륭 56년), 1792년(건륭 57년) 두 차례에 걸쳐 네팔을 원정함으로써 자신의 권위와 청나라의 국위를 선양하였다. 그러나 그 자신은 몽골의 군사를 직접 지휘해 격파한 조부와는 달리 전선 근처를 순시하며 병사들을 독려하였다. 이때 당시 청나라의 군사 상당수는 개국 때 혁혁한 공을 세운 팔기군이 아닌 강희제 때 신설된 한족 출신의 군대 녹영(綠營)의 군사들로서 남송의 명장 악비의 후손인 사천총독 악종기(岳鍾琪)와 만주족 출신의 장수 아계(阿桂)가 주지휘관으로 활약하였다.
그 중 가장 성과가 있었던 원정은 바로 두 번에 걸친 준가르 원정과 대·소 금천 원정이었다. 준가르 원정으로 청나라는 외몽골을 얻었고, 이 기세를 몰아 위구르족을 공격해서 그들을 복속시킴으로써 크나큰 영토를 얻게 되었다. 건륭제는 새로 얻은 영토를 새롭게 번성하라는 뜻의 신강(新疆)으로 명명하였다. 또한 티베트 일대에도 큰 영향력을 행사할 수 있게 되었다. 대·소 금천 원정에서도 소수의 병력으로 공격하여 성과를 보았으나, 금천의 영토는 몽골에 비하여 턱없이 작았고, 군비도 예상에 비해 너무 많이 지출되었다. 또한 금천 일대에는 1747년(건륭 12년) 금천의 일부 영토를 점령하였음에도 현지 주민들의 반란도 빈번히 일어났다. 주민들은 암도 지구의 티베트인들의 지원을 얻어서 항쟁을 계속하였고, 건륭제는 꼭 29년 후에 유럽의 선교사들이 제작한 최신형 대포로 대금천과 소금천을 초토화시킨 다음에야 강제로 주민들의 항복을 받아내어 조공품을 얻은 뒤 완전히 통치할 수 있었다. 이로써 건륭제는 청나라의 영토를 약 460만 km2 늘려 중국 역사상 원나라 이후 가장 큰 영토를 가진 제국의 통치자가 되었다.

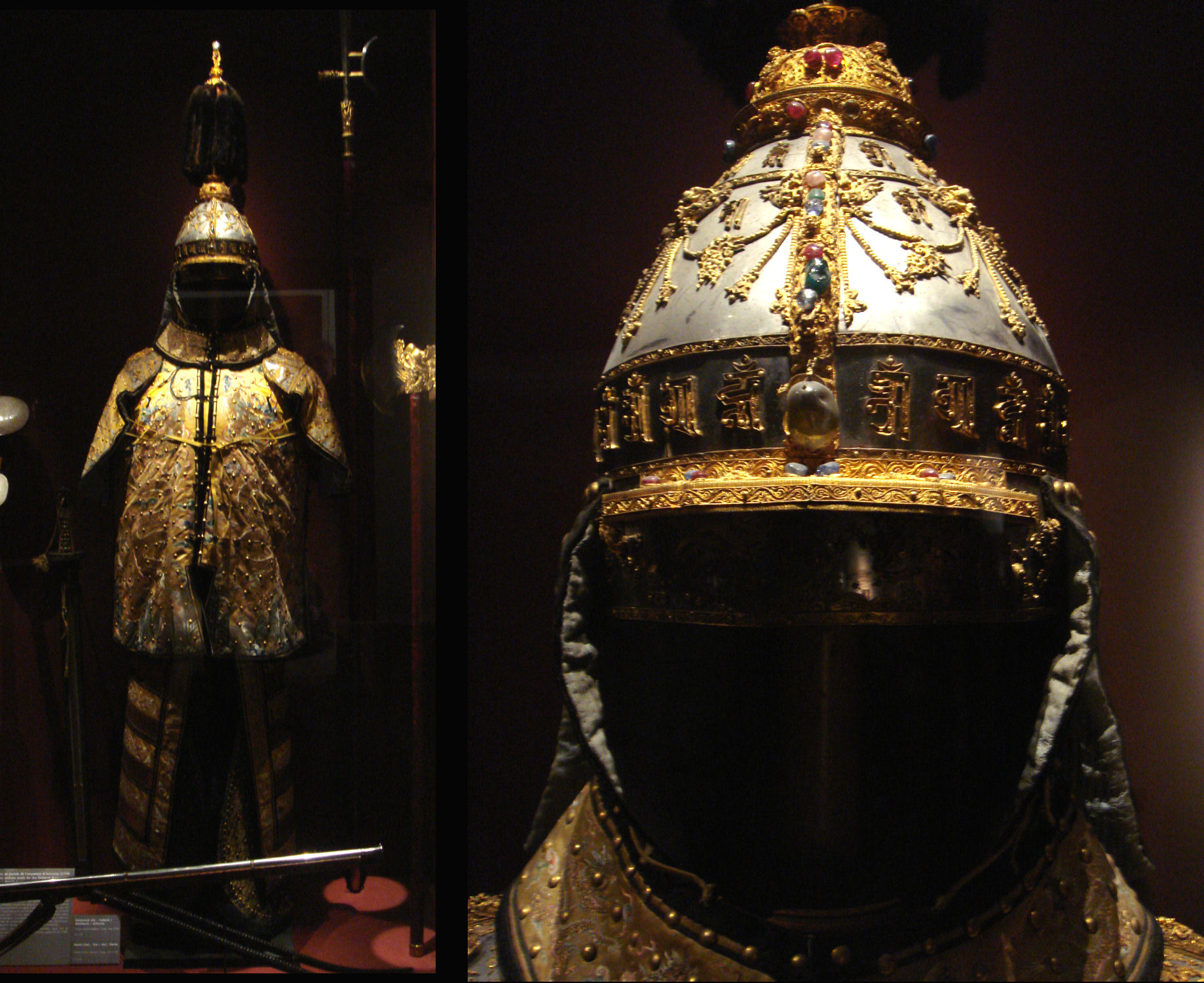
건륭제가 원정 때 입던 황금 갑옷

버마에서는 콘바웅 왕조가 다스리고 있었으나 청나라와는 불편한 관계에 있었다. 청군이 쳐들어오자 버마도 역시 군사를 내보내 대응하게 하였으나, 시암의 국왕 딱신이 군사를 내보내 버마와 싸워서 버마군을 대파하였다. 이 덕분에 청나라는 어부지리격으로 버마를 손쉽게 평정하고 버마를 조공국으로 삼았다. 그 후 대만에 천지회(天地會)라는 종교적 색채를 가진 단체가 반란을 주도하여, 청나라의 정통성을 부정하고 군사를 일으켜 대만의 여러 도시를 점령하다. 천지회의 일부는 악명 높은 갱 조직인 삼합회(三合會)로 발전한다. 이들은 반청복명을 기치로 거사를 일으켰으나, 건륭제는 빠른 대처로 천지회 반란군은 궤멸시키고 그 지도자들을 잡아 처형하였다.
1786년(건륭 51년) 발생한 대만 토호 임상문의 난은 삼합회라고도 부르는 천지회와 밀접하게 관련되어 있었다. 이때 건륭제는 만주족 군사가 아니라 한족 군사의 도움을 받는다. 임상문의 난은 만주 팔기가 아니라 채대기, 손사의가 지휘하는 한족 녹영의 군대의 힘을 빌려 2년 만에 진압한다.
대만을 진압하고 그 다음해인 1789년(건륭 54년) 베트남에서는 후 레 왕조 말기에 접어들었으나 떠이선 왕조가 잠시 들어서면서 후 레 왕조를 멸망시켰다. 후 레 왕조의 마지막 군주인 레 민제는 광서성으로 도망쳐 청나라로 망명하여 건륭제에게 도움을 요청하였다. 건륭제는 그의 요청을 수락하여 양광총독 손사의가 이끄는 대군을 보내 탕롱를 공략한 다음 다시 민제를 복위시켰으나, 그는 이미 건륭제에게 조공을 맹세하고 실권을 청나라에 넘겨 허수아비 신세로 전락하고 말았다. 이에 분개한 떠이선 왕조의 응우옌후에는 1789년(건륭 54년) 기습적으로 탕롱을 공격하여 손사의의 청군을 상대로 승리를 거두었다. 놀란 레 민제는 다시 청나라로 망명하고 응우옌후에는 황제로 즉위한 후 청나라의 승인을 받아 조공국이 되었다.

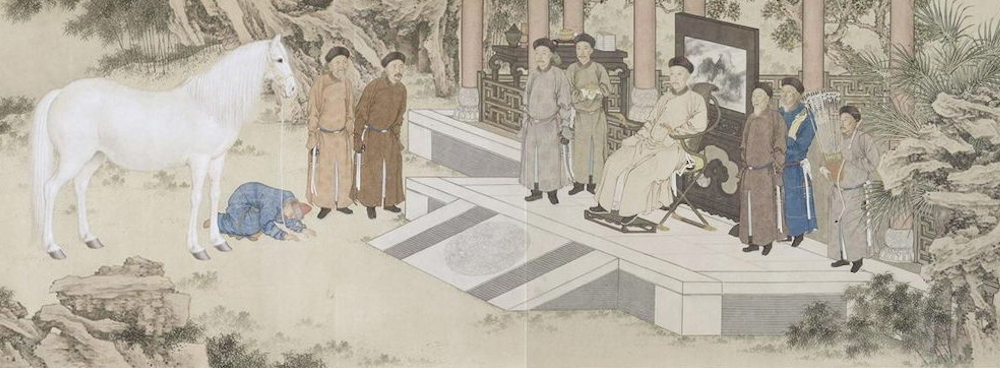
백마를 조공품으로 받는 건륭제

네팔을 점령할 때는 이미 네팔의 구르카 부족이 쳐들어와 1788년(건륭 53년) 티베트 남부를 점령하고 라사를 향해 진격해오고 있었다. 티베트 주재 청군은 판첸 라마 텐페이 니마를 납치하여 다른 곳에서 요격할 태세를 갖추었다. 한편 건륭제는 사천성에 주재하던 군사들에게 티베트 남부에 있는 구르카 군사들을 몰아내라 명령하였으나 이미 구르카 부족은 퇴각한 상태였다. 그러나 1791년(건륭 56년) 겨울, 구르카는 다시 티베트로 진격해 들어왔다. 이에 맞서 건륭제는 팔기군과 녹영의 군사들을 파병하고 그 사령관에 자신의 처조카인 복강안(福康安)을 임명하여 구르카군을 몰아내도록 하였다. 복강안의 군대는 청해성으로 진격해 티베트 분지로 들어가려 하였으나 날씨가 춥고 고지 분대라서 눈이 녹지 않아 날이 풀릴 때까지 기다리다가 봄이 되어 다시 진격한 후 1792년(건륭 57년) 여름에 구르카군을 섬멸하고 그들을 히말라야산맥의 카트만두 계곡으로까지 압박하였다. 1793년(건륭 58년) 복강안은 구르카족의 항복을 만주식으로 받고 철군하여 북경으로 돌아갔다.
건륭제는 자신이 이긴 모든 10번의 원정을 십전무공(十全武功)이라 하고 이를 기념해 책을 썼는데 그 책이 《십전무공기》로 청군의 강력한 군사력과 자신의 군사적 지도력을 스스로 칭찬한 저서였다. 또한 자신을 십전노인(十全老人)이라 스스로 칭하였고 자금성 안의 무영전(武英殿)에 청군이 원정에서 얻은 화려한 진상품이나 조공품 등을 전시해 놓았다.

### 강남 순행

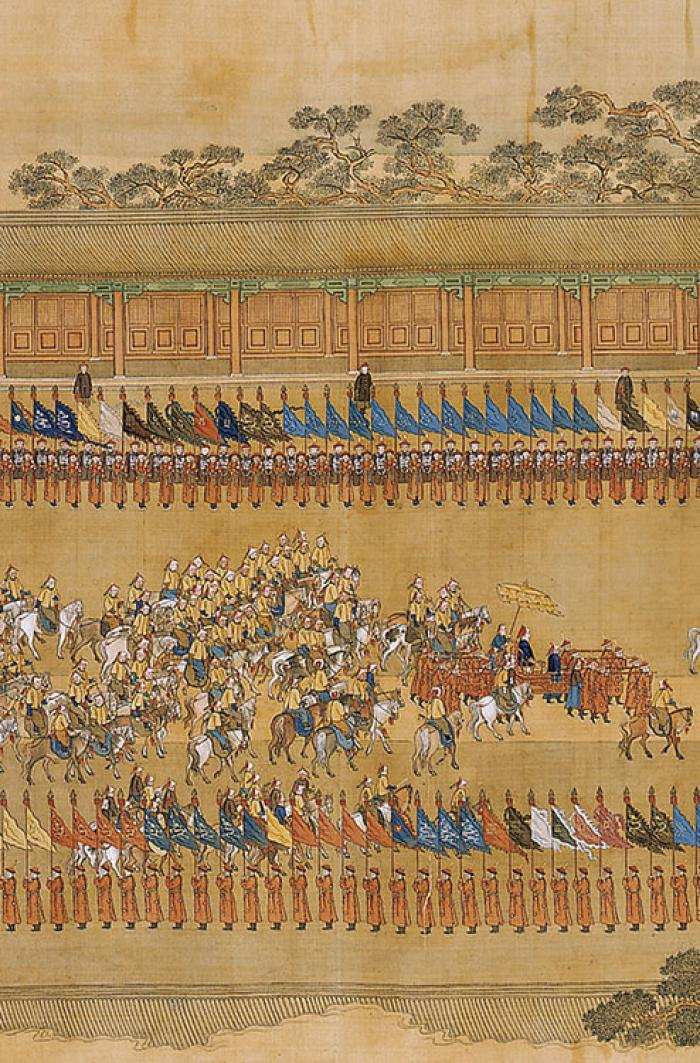
남순을 떠나는 건륭제

조부 강희제와 같이 건륭제는 여러 곳을 순행하는 것을 좋아하였다. 순행은 황제가 백성들에게 부와 위엄을 보여줄 수 있는 가장 좋은 행동이었다. 건륭제는 개인적인 여가를 보낼 때나 중대한 정책을 결정할 때 심신을 달래러 주로 떠났는데 1751년(건륭 16년), 1757년(건륭 22년), 1762년(건륭 27년), 1765년(건륭 30년), 1780년(건륭 45년), 1784년(건륭 49년) 등 대대적인 강남 순행, 즉 남순(南巡)을 모두 여섯 번 단행하였다. 건륭제는 순행할 때 황자와 공주, 대신, 환관, 시녀, 요리사, 호위병 등 3000명을 대동하였는데 여기에다가 건축가, 화가, 시인 등까지 데리고 가 그들과 더불어 강남의 절경을 논하였다. 그동안 북경에서는 장성한 황자나 여러 명의 군기대신이 남아서 국사를 처리하였다.
건륭제의 순행의 주요 동선은 남경, 양주, 항주, 그리고 소주였다. 이 네 도시에서 건륭제는 대운하나 다른 명승고적을 돌아다니며 담론을 즐겼고 저녁에는 호화로운 행궁에서 지역 유지들과 관리들이 주최하는 호화로운 만찬을 즐겼다. 그리고 매일 거르지 않고 사치스럽고 호화로운 만찬을 벌려 자신이 가져온 내탕금이나 상인들과 지역 관리들이 바친 돈까지 모두 떨어지자 지역 관리들과 상인들의 하수인들이 자원하여 백성들로부터 돈을 뜯어내어 충당을 하였고 몇 개의 행궁을 짓는 데에도 백성들을 강제로 동원하여 큰 원성을 샀다. 조부인 강희제가 순행 때 가져간 내탕금만으로 모든 걸 충당하고 북경으로 돌아올 때도 다 쓰이지 않았던 것과 상반된다. 실제로 건륭제는 순행 때 강희제가 쓰던 비용의 평균 열 배 이상을 써서 국고의 돈을 지나치게 낭비하였다.
남순 이외에 사천성, 청해성 인근을 돌아보는 서순(西巡)을 4번 하였고 산동성, 호북성 인근을 도는 동순(東巡)도 5번이나 진행하며 각지의 교류를 트게 하였다. 건륭제는 자신을 수행하는 시인, 화가 등을 불러 황실에서만 마시는 좋은 차를 대접하며 시 한 수를 읊거나 써 줄것을 권유하였다. 특히 자신이 데려온 시인과 강남에서 살던 시인들과도 문예 대결을 펼치게 하는 등 문예 활동을 활발히 벌이고 자신의 탁월한 예술적 안목으로 예술가들의 지지를 받을 수 있었다. 또한 강남의 골동품을 모으는 것을 좋아하여 환관들로 하여금 특정한 골동품을 수소문하여 어떤 값을 치르더라도 사서 가져오라 할 만큼 수집욕이 매우 컸다.
그러나 순행을 하면서 그는 가정적으로 큰 일을 두 번 겪었다. 1748년(건륭 13년) 건륭제는 자신의 정실 부인인 효현순황후 부찰씨와 더불어 동순을 나가 제남을 거쳐 공자의 고향 곡부까지 내려가 공림을 참배하였으나 효현순황후는 배 위에서 연회를 즐기는 도중에 강물에 빠져 북경으로 급히 가다가 덕주에서 오한에 걸려 사망하였다. 그녀를 매우 사랑하고 아꼈던 건륭제는 크게 상심하여 순행을 떠나는 것을 몇 년간 중지하였고 동순을 갈 때에도 덕주를 경유하지 않고 우회하여 갔다. 그 후 건륭제는 한황귀비 나랍씨를 황후로 새로 맞아들였으나 1765년(건륭 30년) 네 번째 남순 때, 연회 후 함부로 머리를 자르고 여승이 되려 하였다는 이유로 건륭제의 노여움을 사서 강제로 북경으로 보내졌다. 그 후 오랍나랍씨는 황후로서의 권위를 박탈당한 채 유폐되어 1768년(건륭 33년)에 사망하였고 황후가 아닌 귀비로서의 장례로 지내지고 황후로서의 시호도 받지 못하는 등 건륭제로부터 홀대를 받았다.

### 문화·예술 발전

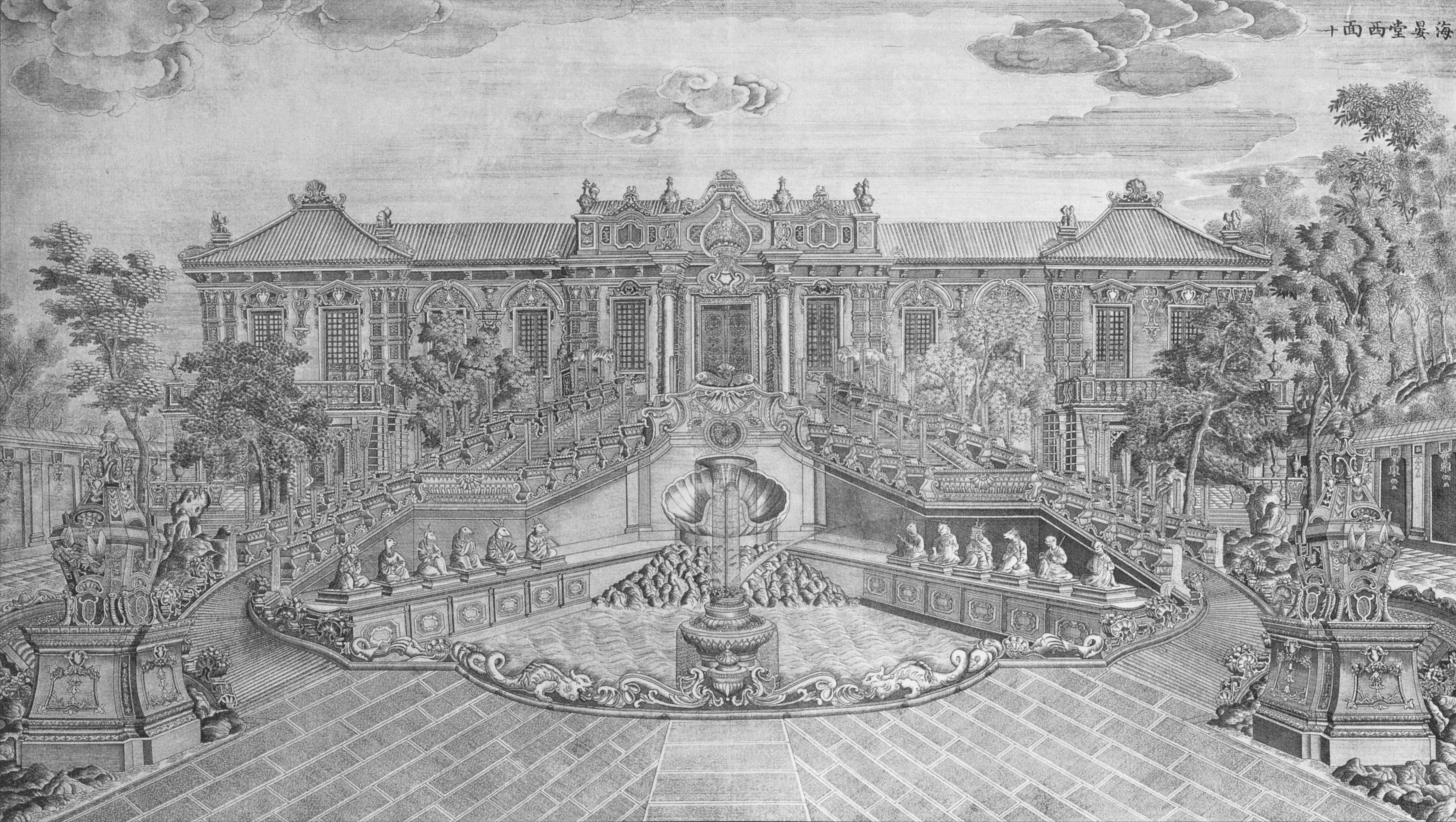
원명원의 해안당(海晏堂)

건륭제는 시를 짓는 것을 좋아하여 주로 정무를 본 오전과는 달리, 오후와 저녁에는 시를 지으며 낙으로 삼아 평생 4만 수가 넘는 시를 지었다. 그러나 그 중 상당수는 어법이 틀리고 질도 낮아 잘 지어진 시는 아니었다. 간행된 시문집으로는 《낙선당전집》, 《청고종어제시집》 등이 있다. 그러나 서예에는 실력이 뛰어나 자금성 안의 여러 편액들을 썼으며 대신들의 생일 때에는 자신이 손수 쓴 글귀를 선물해주기도 하였다. 또한 그리기를 좋아하여 여러 그림을 남겼는데 자신이 좋아하던 후원과 정자를 주로 그렸다. 건륭제는 순행에서도 그러하였듯이 황궁인 자금성에 예술가들을 초대하여 차를 대접하며 그들의 학식과 예술성에 감탄하였다.
건륭제는 청나라 각지의 궁전, 행궁, 도로, 운하, 성벽, 사원 등을 새로 짓거나 증축하는 데에도 힘썼다. 건륭제는 본래 자신이 태어난 잠저인 옹친왕부였으나 옹정제 때 라마교 사원과 행궁으로 개축된 옹화궁을 대폭 증축하였고 명나라 때 지어진 자금성이 너무 인위적이고 낡아서 자신의 쉼터가 될 만한 곳, 즉 큰 연못과 나무 등이 많은 거대한 후원 공사를 시작하였다. 그는 최고의 장인, 석공, 목공 등을 불러 후원을 만들었는데 그때 처음 만들어진 후원이 북경 서북쪽에 있는 청의원(淸漪園)으로 훗날 이화원으로 개명되었다. 다른 한 후원은 바로 원명원으로 본래 아버지 옹정제가 가지고 있던 작은 후원을 대폭 증축하고 옆에는 그 부속 후원인 장춘원(長春園), 기춘원(綺春園)을 새로 지였다. 건륭제는 원명원을 서양과 동양이 만나는 궁전이 되길 원하여 조부 때부터 궁정에서 일하던 예수회 선교사 중 최연장자 주세페 카스틸리오네(중국 이름 랑세녕(郞世寧))와 프랑스에서 온 천문학자 미셀 베누아에게 원명원의 개·보수를 명하였다. 카스틸리오네는 프랑스 베르사유 궁전의 바로크 양식과 로코코 양식을 본따 지었는데 지붕은 중국식, 건물 외벽은 서양식으로 지어 혼합 양식을 따 지었고 안에는 유럽 왕실에서 쓰는 진귀한 물건을 가져다놓아 전시하는 등 매우 화려하였다. 북경 밖으로는 강희제 때 지어져 승덕 땅에 있던 피서산장을 1743년(건륭 8년)에 대대적으로 정비하기 시작하여 49년 후인 1792년(건륭 57년)에야 완성을 하였다.
건륭제는 이미 전임 황제들인 강희제, 옹정제와 같이 궁정의 선교사들을 우대하며 그들에게 부분적인 선교 활동을 허락하였다. 하지만 건륭제 자신은 조부와 부황과 같이 가톨릭교회의 가르침에는 전혀 관심이 없었고 선교사들의 예술적, 과학적 지식만을 이용하려고 하였다. 건륭제의 증조부인 순치제부터 이미 아담 샬 폰 벨을 시초로 건륭제 때에도 이그나츠 쾨글러, 안토 고가이슬 등의 예수회 선교사들이 천문대인 흠천감을 이끌며 중국의 천문학과 지리학에 도움을 주었다. 1769년(건륭 34년) 이들의 도움으로 완성된 《건륭황여전람도》(乾隆皇與全覽圖)는 서양식으로 그린 지도로 청나라의 강역을 세밀히 그려냈다. 프랑스 선교사인 조제프마리 아미오는 여러 개의 황실 정원을 프랑스식으로 꾸며주고 《손자병법》과 같은 중국의 유명한 고서적이나 건륭제가 지은 시 등을 프랑스어로 번역하여 출판하기도 하였다.

### 칙령 반포와 문자의 옥

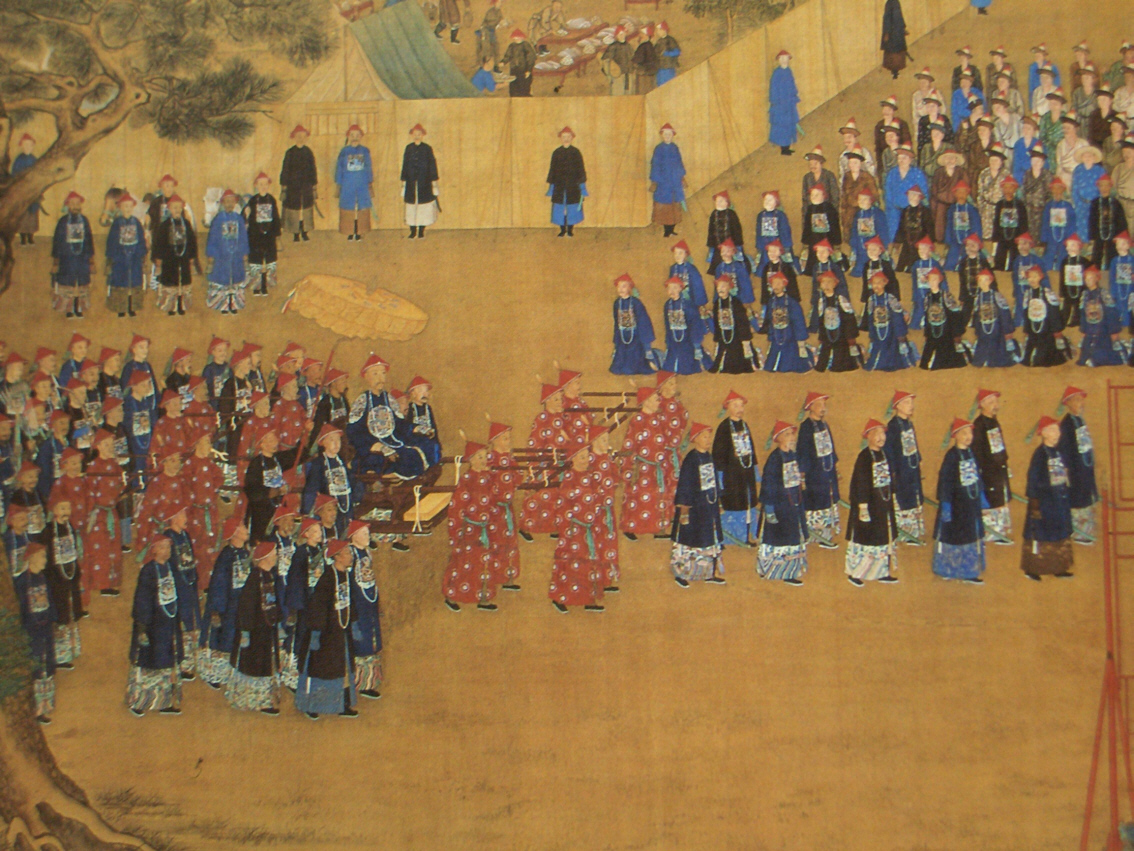
피서산장에서 황족, 대신들의 조례를 받는 건륭제

한편으로 건륭제는 1770년(건륭 35년), 중국에 있는 모든 고서적들을 수집할 것을 칙령으로 반포하였다. 이에 따라 건륭제는 학자들에게 모든 고서적들의 이름을 목록으로 작성하고 고서적들을 사서오경과 같은 고전인 ‘경’(經), 역사서인 ‘사’(史), 제자백가를 포함한 철학서인 ‘자’(子), 그리고 문집인 ‘집’(集) 등 모두 네 분류로 나누었다. 모은 서적을 모두 학술 기관인 한림원과 황실 도서관인 문연각(文淵閣)에 비치한 후 조사하여 분류하고 일람에 적어놓는 작업만도 2년이 넘게 걸렸다. 건륭제와 군기처는 이러한 사업이 세금도 적게 들고 국가의 문화적 위치를 한층 발전시킬 것이라 여겨 전폭적으로 지원하였다. 1773년(건륭 38년), 이렇게 모인 3,503 부에 79,337 권 33,054 책의 서적을 한데 모아 3,800여 명의 학자들이 필사를 하기 시작하였는데 이것이 바로 《사고전서》(四庫全書)이며 이 《사고전서》에 실린 서적들을 분류해 놓은 일람을 《사고전서총목제요》라고 한다. 《사고전서》는 9년 뒤인 1782년(건륭 47년)에 가서야 완성이 되었다. 건륭제는 《사고전서》의 양이 매우 방대하였기 때문에 편찬 작업 중 새로 요약본을 편찬할 것을 명하였는데 이것이 바로 《사고전서회요》(四庫全書薈要)로 이 역시 12,000 여권에 달한다. 《사고전서》는 자금성의 문연각, 심양의 문소각(文溯閣), 열하의 문진각(文津閣), 원명원의 문원각(文源閣) 등 4곳에서 보관하였을 뿐만 아니라 양주, 진강, 항주 등으로 보내 한림원의 원로 학사가 책임을 지고 관리하도록 하였다. 이때 만들어진 《사고전서》는 명나라 영락제 때 만들어져 당시까지만 해도 중국 역사상 최대의 편찬사업인 《영락대전》의 3배를 훌쩍 뛰어넘는 양이었으며 강남에 보존된 3부는 남방의 학자들이 언제든 열람할 수 있도록 하였다. 이 밖에도 건륭제는 《대청일통지》, 《황조문헌통고》, 《대청회전》 등 방대한 도서를 많이 편찬하게 하였다.
건륭제의 치세에도 문자의 옥은 계속되었다. 건륭제는 《사고전서》를 편찬하기 시작한 1773년(건륭 38년)부터 모든 책들을 2년간 24번 조사하여 청나라의 정책과 그 뿌리에 정통성을 제기하는 서적은 모두 불온서적으로 지정하고 불태워버렸다. 소각된 책들은 모두 538 종에 13,860 부에 달하는 상당한 양이었다. 이 책들은 대부분 명나라 말엽에 쓰인 것으로 선황인 태조 누르하치의 근본에 의문을 제기하거나 ‘북방 민족은 한족을 다스릴 권리가 없다’, ‘명나라 만이 중원을 다스릴 유일한 정통 황조이다’라는 등 청나라의 중국 지배에 의문을 제기하거나 비난하는 내용을 담고 있었다. 건륭제는 이러한 행위를 대역죄로 처리하여 책을 쓴 저자와 그의 가족들을 변방으로 유배보내거나 노예로 삼았고 노골적으로 공격한 경우에는 주동자는 능지형에 처하고 그 삼족이나 구족을 멸하는 등 엄정하게 다스렸다. 이에 건륭제는 한족에게도 만주어를 가르치기 위해 《청문감》(淸文鑑)이라는 책을 지어 보급하였다. 문자의 옥의 대표적 사건으로 당시 시인인 호중조(胡中藻)가 ‘일파심장논탁청’(一把心腸論濁淸, 나의 마음으로 청탁을 논하고 싶다)이라는 문구에서 ‘탁청’(濁淸)이 바로 탁한 청나라라는 뜻으로 해석하여 참형에 처해지기도 하였다.

### 경제와 부의 완성

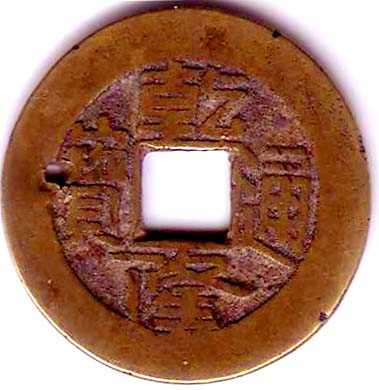
건륭제의 치세 때 쓰인 화폐 건륭통보(乾隆通寶)

건륭 시대 초기부터 선대인 강희제·옹정제의 강력한 내치와 더불어 새로운 작물과 농작 방식이 도입됨에 따라 농업 수확률이 대폭 상승함에 따라 상업이 번창해져 경기가 활성화되었다. 특히 신대륙에서 전래되어 유럽 선교사들이 가져온 작물들이 서서히 재배되기 시작하였는데 그 중 고구마는 어느 땅에서나 잘 자라서 백성들의 기근을 면하게 해주어 이때 들여온 작물 중 가장 큰 영향을 끼쳤다.
밖으로는 무역을 늘렸는데 면, 칠기, 도자기, 비단 등이 주요 특산품으로 세계에 수출되었고 이에 따라 재정은 물론 백성들의 삶의 질도 크게 상승하였다. 차의 생산량도 크게 많아져 영국에 수출하는 차의 생산률이 건륭제 즉위 80년 후인 1815년(가경 20년)에는 50배까지 증가하였고 유럽 선교사와 상인들은 고가인 칠기 가구나 질 좋은 종이, 서적에 큰 관심을 가져 구입한 후 본국에다 다시 팔았다. 건륭제는 이러한 무역 정책을 크게 장려하여 유럽 상인들로부터 은이 많이 들어와 1760년(건륭 25년) 총 85,000 kg의 은이 국고에 있었으나 20년 후인 1780년(건륭 45년)에는 450,000 kg의 은이 국고에 들어와 있었다.
이러한 부와 새로운 농작 방식을 바탕으로 인구도 크게 늘어났는데 1722년(강희 61년) 1억 5천만 명이었던 인구가 68년 뒤인 1790년(건륭 55년)에는 3억 명을 넘어서 배가 되었다. 18세기로 들어서면서 백성들이 문화·예술을 즐기기 시작하면서 여가 시간은 많아지고 각지가 부유해져 인구가 급속도로 상승할 수 있었다. 그러나 건륭제 시대 이후 가경제 시대에 접어들면서 경기는 악화되어감에도 불구하고 인구는 폭증하면서 경제적 부양력이 인구 상승률보다 현저히 떨어지게 되어, 이에 불만을 가지게 된 일부 백성들을 중심으로 반청(反淸) 세력이 싹트기도 하였다.

### 부정과 부패
건륭제가 청년, 중년 때에는 부황 옹정제처럼 주필(朱筆)을 하여 관리들을 항상 감찰하는 등 기강을 엄정히 하여 관리들의 횡령이나 탈세같은 일이 거의 일어나지 않았고 일어나더라도 그 금액은 적었다. 그러나 건륭제가 나이가 들면서 중앙과 북경 주변의 정무만 처리하고 주필을 쓰는데 소홀해졌으며 각 성의 탄원이나 정책은 각 성의 총독, 순무가 재량껏 처리하게 내버려 두는 등 느슨하게 대하였다. 이에 따라 건륭제의 감시망에서 벗어난 지방 관리들이 백성들과 상인들을 상대로 착복과 횡령, 탈세를 자주 하였고 그 연관된 금액도 매 건당 수십만 냥을 웃돌았다. 건륭제의 치세 동안 황하에서 7건의 홍수 범람 사태가 발생하여 건륭제가 구호 자금을 보내주었으나 중간에서 관리들이 모두 횡령한 바람에 치수 공사가 진척을 이루지 못한 적도 있었다. 그 이후로는 점점 심해져 중앙에서 처리해줄 강력하고 청렴한 고위 관리들이 나타나지 않아 지방의 말단관리부터 재상급인 수석군기대신(首席軍機大臣)까지 연관되어서 집단 뇌물수수 사건까지 발생하는 등 심각해졌다. 건륭제 치세 중기 때부터 군기대신 우민중은 청렴과는 거리가 멀고 스스로 막대한 사익을 취하며 대신들 사이에서도 뇌물이 오가기 시작하였다. 이에 하급 관리들 역시 서로 뇌물수수를 눈감아주고 과거시험에서도 일정한 돈을 지불한 대가로 그 응시자에게 합격시켜 주는 등 그 비리가 계속되면서 감숙성에서 청 제국 최대의 뇌물수수 사건인 감숙모진안(甘肅冒賑案)이 발생하였다.

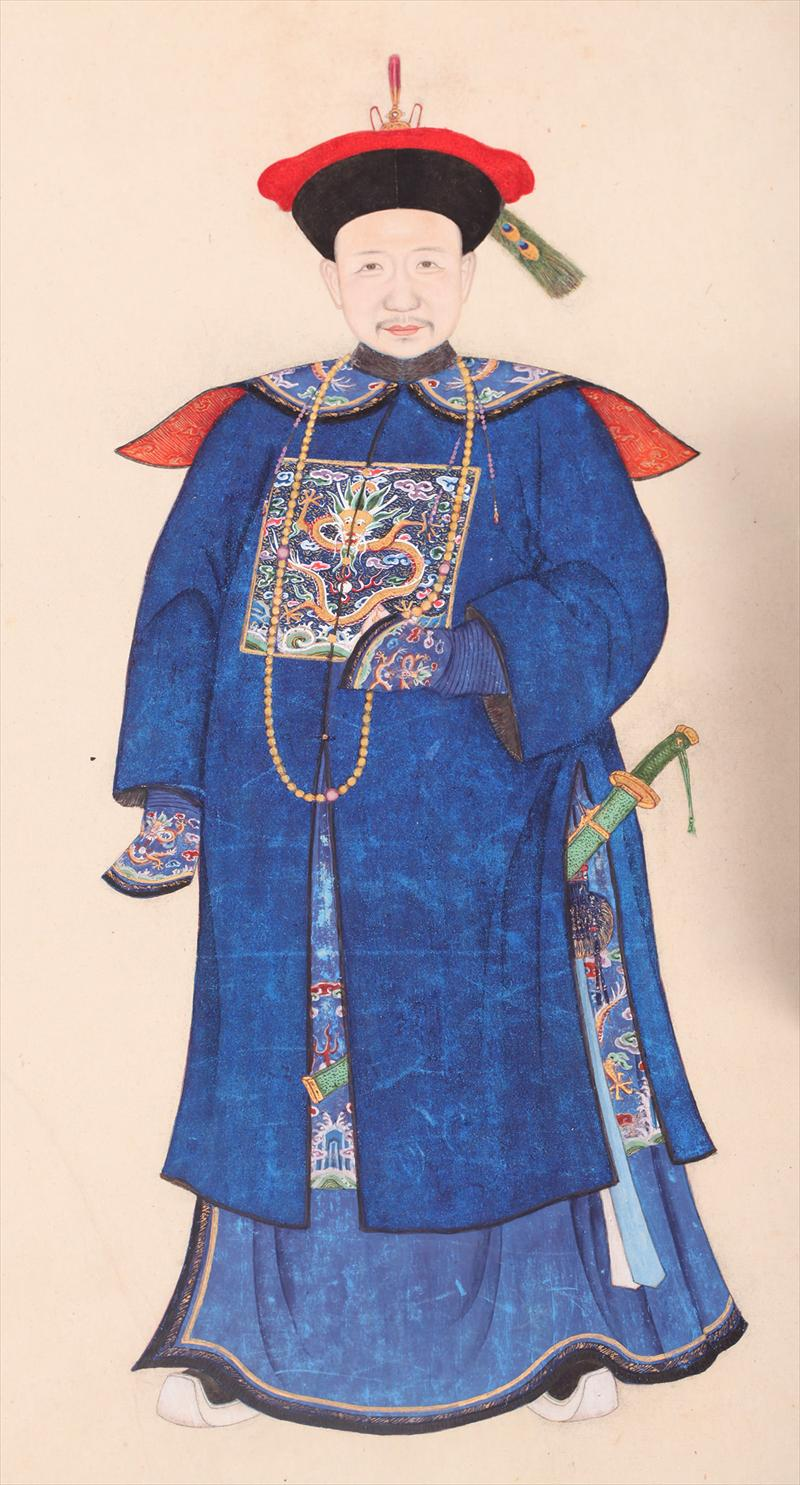
뇨후루 허션

1774년(건륭 39년) 당시 감숙성은 가난한 지역으로 매년 북경의 군기처나 호부로부터 구호 자금을 받아서 사무를 처리하였다. 그리고 감숙 순무인 왕단망(王亶望)이 매년 그러하듯 건륭제에게 도움을 요청하여 구호 자금을 얻었으나 돈은 정작 구호에 쓰이지 않고 왕단망의 창고로 넘어갔다. 그러나 왕단망은 이러한 사실을 숨기고 구호 내역을 조작하여 건륭제에게 올렸고 이러한 사실을 모르는 건륭제는 왕단망을 절강성 순무로 바꿨으나 후임자에 이르러 뇌물수수 사건이 밝혀졌는데 1774년(건륭 39년)에서 1781년(건륭 46년)까지 7년 동안 왕단망 개인이 착복한 돈은 2백만 냥이 넘었고 감숙성의 전체 관리가 축적한 돈은 1500만 냥이나 되었다. 순무가 자신을 속였다는 것을 안 건륭제는 대노하여 왕단망을 비롯한 2만 냥 이상을 빼돌린 감숙성의 관리들은 모조리 사형에 처하는 등 강수를 두었다. 그 이후 건륭제는 군기처에게 각 성의 총독·순무가 제대로 보고를 올리는지 그 작년의 것과 대조하라 지시하였으나 자신이 직접 진두지휘하지는 않았기에 흐지부지되었다.
그리고 건륭제는 자신의 재위 후반기 내내 큰 영향력을 행사한 뇨후루 허션에게 절대적 신임을 보냈다. 화신은 금군의 삼등시위로 시작하여 27세인 1776년(건륭 41년) 호부시랑이 된 이후로 계속 호부를 장악하며 국고를 책임졌고 왕단망의 뇌물수수사건을 철저히 밝혀내어 그 돈을 국고로 환수하는데 일조하였다. 이에 힘입어 1780년(건륭 45년)에는 불과 31세에 호부의 수장인 호부상서가 되면서 각지의 총독·순무에게 일정한 돈을 지불하면 대역죄를 제외한 모든 죄를 사면하는 방식으로 돈을 모아 자신의 창고에다가 쌓아두었으나 호부상서의 직분을 게을리하지는 않아 국고가 비었을 시에는 자신의 창고를 열어 국고에다가 돈을 보내어 메꾸었다. 한편으로는 황제에게 바쳐지는 1등급 진상품을 빼돌려 자신의 집에 보내고 건륭제에게는 2등급을 대신 바쳤다. 허션은 백성들의 세금을 대폭 올리고 관리들에게 자주 뒷돈을 받아서 반대파 대신들에게는 중상모략을 일삼는 부정부패의 원상이었으나 중국어, 만주어, 몽골어, 티베트어등 4개 국어에 능통하여 건륭제가 내리는 국서를 직접 번역하여 보내는 등 업무처리능력이 뛰어나 수상급인 영시위내대신, 수석군기대신과 여러 문관과 무관의 관직을 겸직하며 크나큰 영향력을 행사하였고 강희제와 옹정제 내내 크게 위축되어 온 신권을 다시 강화하였다. 또한 화신의 장남인 풍신은덕이 건륭제가 65세에 얻은 가장 총애하던 막내딸인 고륜화효공주와 혼인함으로써 황실의 인척이 되어 무소불위의 권력을 휘둘렀다. 이와 더불어 건륭제 자신도 재위 초반기에 옹정제의 기풍을 이어받아 관리들을 잘 단속한 것과 달리, 말년에는 재산의 축적에 크게 집착하여 자신의 생일 때에 황금 불상 1만 개를 받았다.
부정부패가 계속되자 반청 세력이 계속 나타났는데 1774년(건륭 39년) 왕륜(王倫)이라는 자가 관리들의 부정부패, 무거운 세금 등으로 사람들을 규합하고 이미 쇠망한 백련교를 다시 일으켰으나 건륭제의 대처로 손쉽게 진압되었다. 그러나 백련교를 비롯한 다른 반청 세력들도 은밀히 세력을 규합하는 등 건륭제 말년까지 계속 지방에서 산발적인 분쟁이 일어났다.

### 유럽과의 관계와 사절단

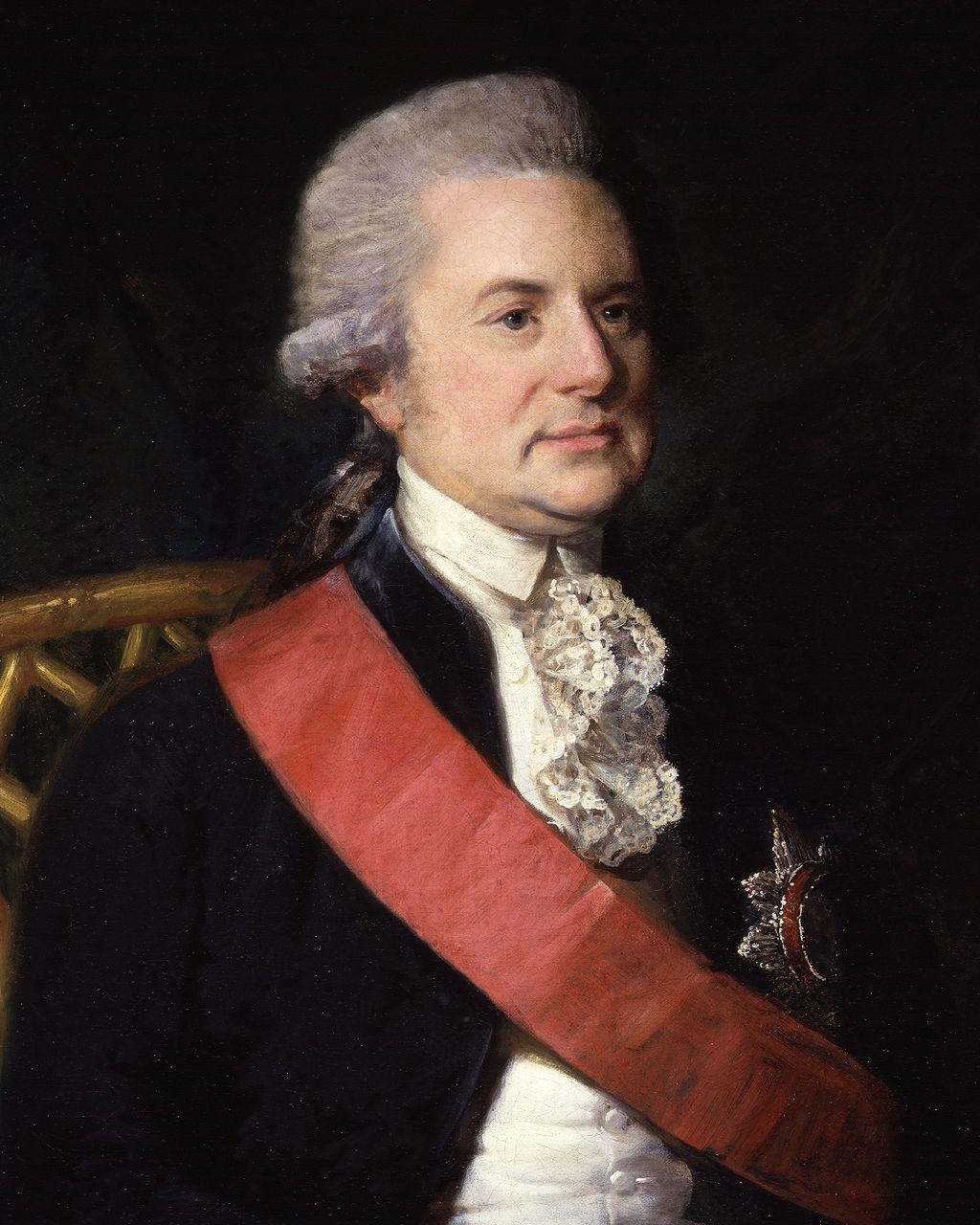
매카트니 백작 1세 조지 매카트니

건륭제는 부분적으로나마 예수회 선교사들의 선교를 허락하였고 선교사들은 이에 따라 교세를 확장시키고 가톨릭으로 개종한 신자들에겐 조상의 제사 등 본래의 관습을 어느 정도 지킬 수 있도록 배려하였다. 그러나 1742년(건륭 7년) 교황 베네딕토 14세는 〈각 경우에 따라서〉(Ex quo Singulari)라는 칙서를 내려 가톨릭으로 개종한 신자들이 풍습을 유지할 수 있던 관행을 금지시키고 1744년(건륭 9년) 다시 또다른 칙서 〈옴니움 솔리키투디눔〉(Omnium solicitudinum)를 내려 이를 재확인하였다. 교황의 칙령이 내린 후로는 가톨릭 신자의 수가 늘어나지 않았고 예수회 선교사들도 제대로 선교 활동을 펴지 못하였다. 그 후 중국 내의 가톨릭 교세는 조정의 탄압과 유학자들의 공격으로 청나라 멸망 때까지 크게 성장하지 못하였다.

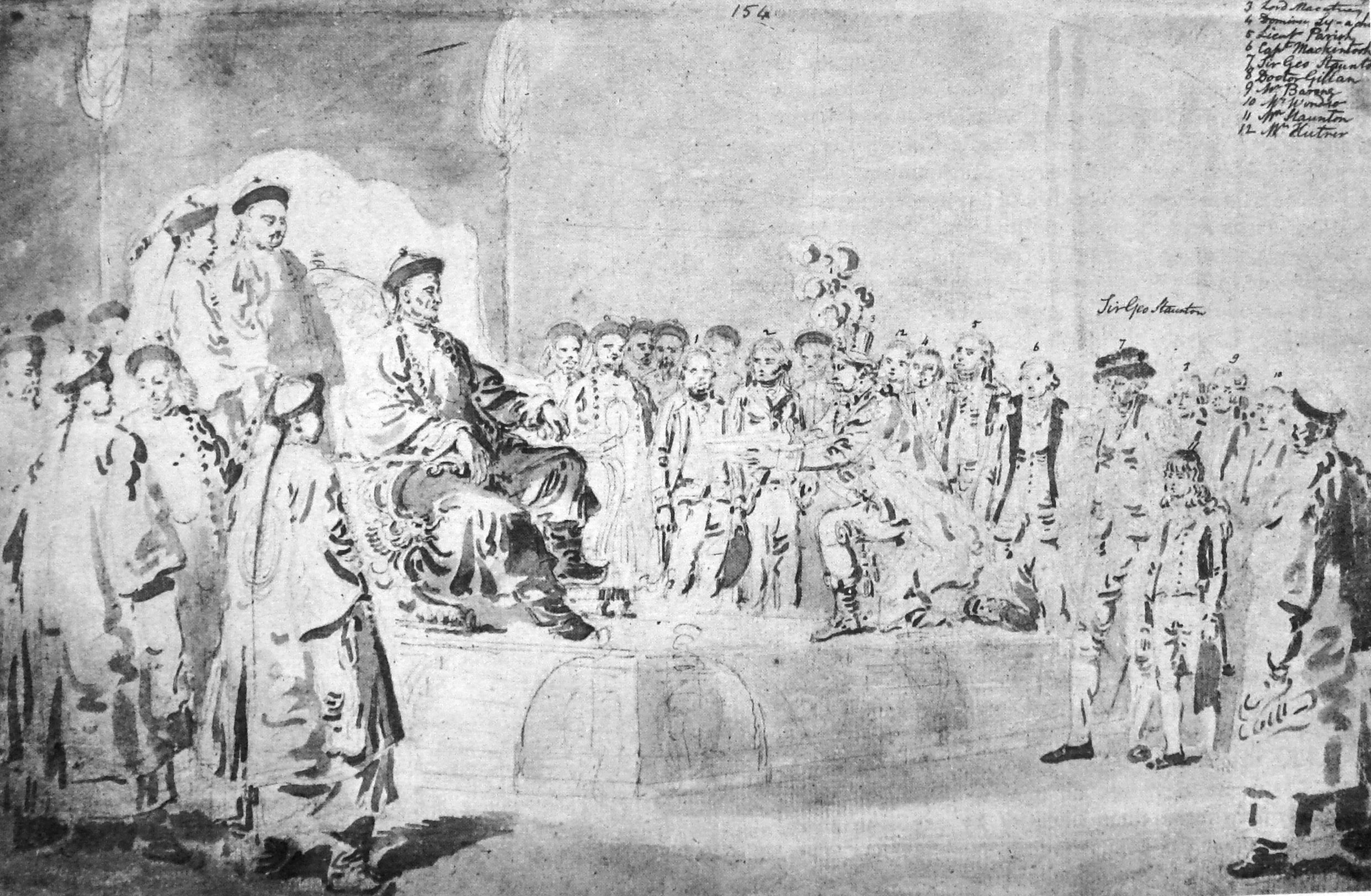
매카트니의 영국 사절단을 접견하는 건륭제

한편으로 유럽 상인들은 1750년대에 이미 광동성에 들어와 거주하며 중국식 길드인 공행(公行)과 긴밀한 관계를 유지하여서 청나라의 관세도 덜 지불하였고 현지 상인들과의 신뢰도를 쌓았다. 하지만 이러한 과정에서 청나라 상인들도 유럽인들에게 뒷돈을 받는 등 부정한 행위를 하였다. 특히 청나라에 관심을 가지던 영국은 본격적으로 진출하기 위해 1759년(건륭 24년) 영국 동인도 회사는 직원을 북경으로 보내 개항을 요구하였고 건륭제는 이를 허락하였으나 갑자기 이를 거절하고 대외 무역 규제를 대폭 강화하였다. 또한 영국인들이 주로 활동하고 있던 주산(舟山)과 하문(아모이)의 항을 폐항하고 개항을 광주항만 허락하였다.(1757년) 추가로 건륭제는 유럽 상인들은 반드시 공행과만 매매를 하도록 규정하고(1757년) 그 시기도 10월부터 이듬해 3월까지로 엄격하게 설정하였다.
이에 유럽 국가, 그 중 영국은 무역을 늘려 자신들의 세력을 강화하고자 여러 번 특사를 파견하여 건륭제에게 진귀한 선물을 주어 이를 타개하려 하였고 또 공사를 상주시켜 청나라의 동정을 항시 살펴보려고 하였다. 1788년(건륭 53년) 영국은 전권 대사로 카스카트(Cathcart)를 파견하였으나 카스카트가 청나라로 가는 도중 병사하여 뱃머리를 돌려야 했다. 1792년(건륭 57년) 9월 26일, 영국 정부는 다시 특별 사절단을 편성, 건륭제의 82번째 생일을 축하한다는 명분으로 특사로 조지 매카트니 백작을, 부사로 조지 스턴튼(George Staunton)을 명하여 파견하였다. 하지만 본래 매카트니는 청나라뿐만 아니라 일본까지 가서 쇼군을 만나 일본이 청나라에게 주로 수출하는 상품인 차를 직접 거래할 수 있도록 요청을 하려 하였다. 사절단은 대서양, 인도양을 거쳐 1793년(건륭 58년) 5월에 오문(마카오)에 도착하고 이를 알리는 서신을 건륭제에게 보내 알현의 허락을 받고 다시 출발하여 그 해 7월에 북경의 항구인 천진에 닻을 내렸다.

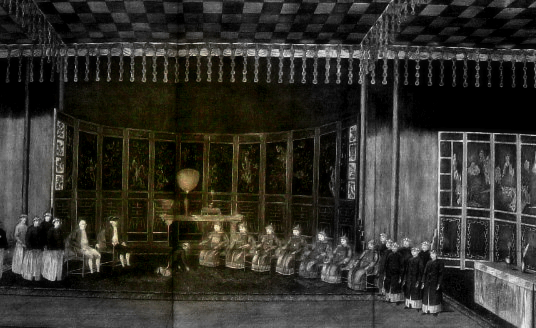
자금성에서 대신들을 면담하는 이삭 티칭과 사절단

당시 건륭제는 막 완공된 여름 별장인 열하 피서산장으로 가서 지내고 있었다. 그렇기에 천진으로 온 다음 북경에서 여독을 풀고 다시 만리장성을 넘어 1793년(건륭 58년) 8월에야 피서산장에 도착해 건륭제를 알현하였다. 건륭제는 화신에게 사절단을 대접하는데 소홀하지 않도록 명을 내렸으나 도중 접견의 예의문제로 난항을 빚게 되었다. 본래 외국의 사신은 황제를 접견할 때 삼궤구고두(三跪九叩頭), 즉 세 번 절하고 아홉 번 머리
를 땅에 조아리는 예를 취하도록 하였다. 그러나 매카트니는 자신은 청나라의 속국의 신하가 아니라며 단호히 거절하였고 결국 합의 끝에 건륭제 뒤에 영국 국왕의 초상화를 걸어놓고 한쪽 무릎만을 굽히며 영국식 예만
취하도록 하였다. 건륭제는 탄신 만찬에서 매카트니가 가져온 조지 3세의 친서를 건네 받았는데 거기에는 무역을 늘리고 공사를 상주시키고 싶다는 요구가 들어 있었다. 거기에다 영국에게 주산 근처의 작은 섬을 할양해 영국인들이 사용하게 해달라는 내용도 쓰여있자 건륭제는 이를 거부하고 영국 사절단의 일체의 행동을 금하였다. 건륭제는 그 다음 달인 9월에 영국 사절단의 귀국을 강제 조처하였다.
2년 뒤인 1795년(건륭 60년) 초에는 네덜란드와 네덜란드 동인도 회사를 대표하는 전권 특사 이삭 티칭(Issac Titsingh)이 건륭제의 재위 60년을 축하하기 위한 사절로 왔다. 광주를 거쳐 북경으로 와서 원명원에서 건륭제를 접견하였는데 노골적으로 청나라의 땅의 할양을 요구한 영국과는 달리 네덜란드 사절단은 그러한 행동을 보이지 않았으며 영국 사절단이 거부하던 삼궤구고두를 바로 올려 건륭제의 호감을 샀다. 건륭제는 네덜란드 사절단을 영국 사절단보다 더 우대하였고 그에 대한 선물도 더 많이 챙겨주어 보내주었다.

### 퇴위와 반란

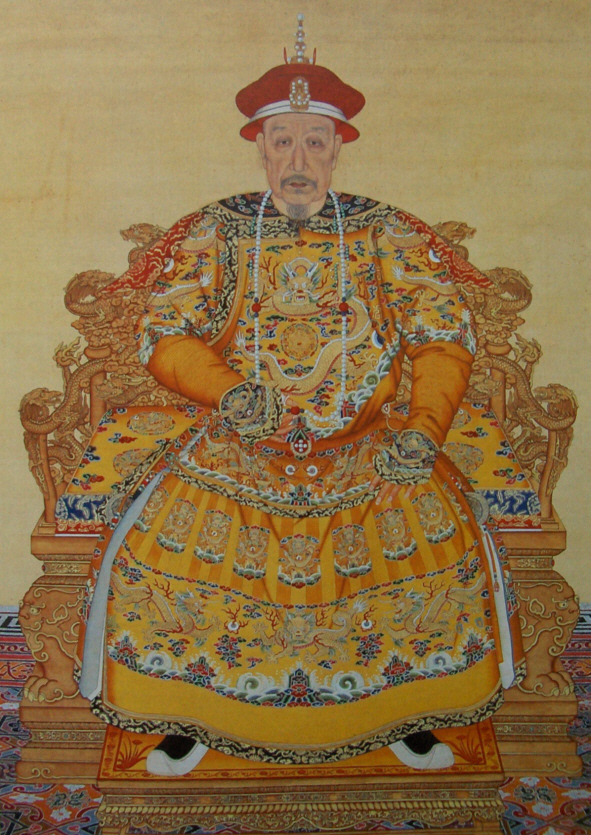
태상황제로서의 건륭제

1795년(건륭 60년) 말 건륭제는 스스로 황위를 물러날 준비를 하고 있었다. 그것은 바로 자신이 즉위할 때 한 약속이기도 하였는데 1735년(옹정 13년) 당시 즉위할 때 쓴 칙서에서는 즉위 60년 째에 황위에서 물러나겠다고 하였기 때문이다.
| “ | 짐의 할바마마(강희제)께서는 61년간 재위하셨으나 짐은 감히 그 기록을 깰 수 없도다. 짐이 그 정도로 오래 살아있으면 건륭 60년 째 되는 해, 즉 짐의 나이 85세 되는 해에 황자에게 황위를 넘기고 물러나겠다. | ” |

본래 건륭제는 즉위할 때 첫 번째 부인 효현순황후 소생의 차남 영련(永璉)을 후계자로 염두에 두었으나 영련이 1738년(건륭 3년)에 죽은 이후로는 건저(建儲)를 오랫동안 보류하였다. 그 후 건륭제는 한족 출신 후궁인 영의황귀비를 사랑하여 그 아들인 15남 영염(永琰)을 1773년(건륭 38년) 은밀히 후계자로 세우고 영염의 이름이 담긴 함을 건청궁 정대광명 편액 뒤에 넣어놓았다. 1789년(건륭 54년) 건륭제는 영염을 가친왕(嘉親王)에 봉한 뒤 정무와 군무를 처리하도록 하였고, 1795년(건륭 60년) 9월 4일 편액에 넣어놓은 유조를 꺼내어 영염을 황태자로 봉하였다. 그리고 1795년(건륭 60년) 음력 12월 30일, 즉 양력으로는 1796년 2월 9일 건륭제는 황위에서 내려왔고 그 다음 날인 1796년 음력 1월 1일(양력 1796년 2월 10일)에 자금성 태화전에서 열린 양위식에서 전위조서를 내리고 황위를 황태자 영염에게 넘겨주니, 이가 가경제이다.
| “ | 짐은 감히 할바마마의 재위기간을 뛰어넘을 수 없는 바 이에 조칙을 반포하여 병진년(1796년)을 가경 원년으로 정하노라. 황태자 영염을 병진년 정월 초하룻날 황제에 즉위토록 할 것이며 짐이 직접 태화전에 나가 황상에게 옥새를 건네는 그 순간부터 짐을 태상황제로 칭하도록 하라. 그러나 아직 중요한 정무와 군무, 인사권은 짐이 직접 처리할 것이다. | ” |

조서에서도 언급했듯 건륭제는 태상황제로 물러남에도 여전히 군국대사를 처리하는 등 막강한 위세를 자랑하였다. 비록 가경제 역시 친정을 할 수 있었으나 중요한 일은 반드시 태상황제에게 물어보고 실행하였다. 이렇게 건륭제는 중국 역사상 태상황제 중 유일하게 금상(今上) 황제보다 더 많은 실권과 책임을 가졌다. 덕분에 가경제가 증오하던 탐관 화신은 건륭제의 비호로 조정에서도 아직 쫓겨나지 않고 자리를 지켰다. 5일 뒤인 1796년(가경 원년) 정월 6일, 건륭제는 가경제, 친왕·군왕, 그리고 조정의 전·현직 원로대신들을 모두 불러 조부 강희제가 열던 천수연(千叟宴)을 열며 대신들에게 만수무강의 축원을 받았다.
건륭제가 물러나고 가경제가 즉위하자 다시 백련교가 활개를 쳐서 백련교도의 난이 발발하였다. 이미 20년 전 한번 일어났으나 건륭제의 빠른 대처와 내분으로 금방 진압되었기에 교도들은 백련교에 나오는 미륵불이 영생을 허락할 것이다라는 교리와 계속 늘어나는 인구와 반비례되는 경기, 그리고 부정부패의 영향으로 일반 백성들에게는 무거웠던 세금 등을 내세워 교도들간의 유대를 강화하였다. 이때 이들을 이끈 총대장은 제림이었으나 제림은 1796년(가경 원년) 정월 역모 사실이 탄로나 능지처참당하고 그의 아내로 스물의 젊은 여인 왕총아(王聰兒)가 뒤를 이었다. 왕총아의 백련군은 호북성, 사천성 등에서 궐기하여 청군을 상대로 섬서성까지 진군하며 지구전을 펴는 등 오랜 기간 끌었으나 건륭제가 수석군기대신 화신을 호북성 녹영을 이끄는 대장군으로 파견하였고 청나라에 호의적인 호족들을 중심으로 민병대인 향용이 녹영과 협공을 하여 백련군을 대파하였다. 수세에 몰린 왕총아는 1798년(가경 3년) 전투 도중 절벽에서 뛰어내려 자진하였으나 백련교도들은 끊임없이 반란을 일으켰고 6년 뒤인 1804년(가경 9년)에야 전멸하였다.

### 노황제의 최후

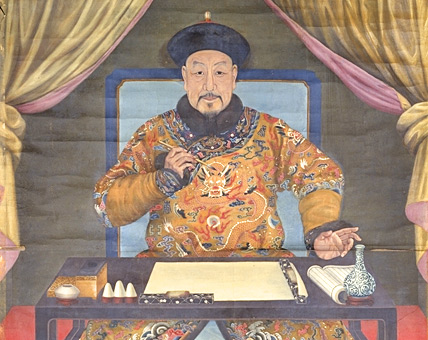
글을 쓰는 건륭제

건륭제는 이미 80이 넘은 노구였으나 여전히 정무를 처리하고 조회에도 자주 참가하는 등 왕성히 활동하였다. 그러나 태상황제가 된 후로 점점 기력이 쇠약해져 갔고, 여러 번 피접을 갔으나 큰 차도가 있지는 않았다. 1799년(가경 4년) 2월 7일, 음력으로는 1월 4일에 60년간 재위하고 4년간 태상황제로서 황제보다 더 많은 실권을 장악하였던 건륭제는 노환으로 89세를 일기로 자금성 양심전(養心殿)에서 붕어하였다. 건륭제의 붕어를 가장 슬퍼한 것은 바로 건륭제의 비호로 20년 넘게 조정을 장악하던 화신이었다. 건륭제가 죽고 난 다음 비로소 최고권력자가 된 금상황제 가경제는 화신을 장의도감으로 명하여 국상을 처리하게 하였으나, 파직하고 곧 권력을 농단하고 부정축재하였다는 등의 20개의 죄목을 발표하고 건륭제 붕어 보름 뒤인 2월 22일에 화신에게 자진 명령을 내렸다. 화신은 비단으로 목을 매고 자살하였고 화신이 평생 모아놓은 재산은 모두 내탕금으로 환수되었다. 이때 처분된 화신의 재산은 모두 9억 냥이 넘어서 12년의 국가 총예산을 훌쩍 뛰어넘는 금액이었다.
건륭제의 묘호로는 오랫동안 재위하여 전성기를 지켜 성조와 세종의 뜻을 계승하였다 하여 ‘고종(高宗)’, 시호로는 ‘법천융운지성선각체원입극수문분무흠명효자신성순황제’(法天隆運至誠先覺體元立極敷文奮武欽明孝慈神聖純皇帝)으로 정하였는데 여기서 ‘융운’(隆運)과 ‘입극’(立極)은 국운을 높게 일으켜 세웠다는 뜻이며 나라를 평온히 다스렸다 하여 ‘순’(純) 자의 시호를 붙였다. 가경제는 아버지의 국상을 성대히 치러주고 1799년(가경 4년) 9월에 청동릉 안에 매장하니 능호는 유릉(裕陵)이다.

## 통치 철학과 사상

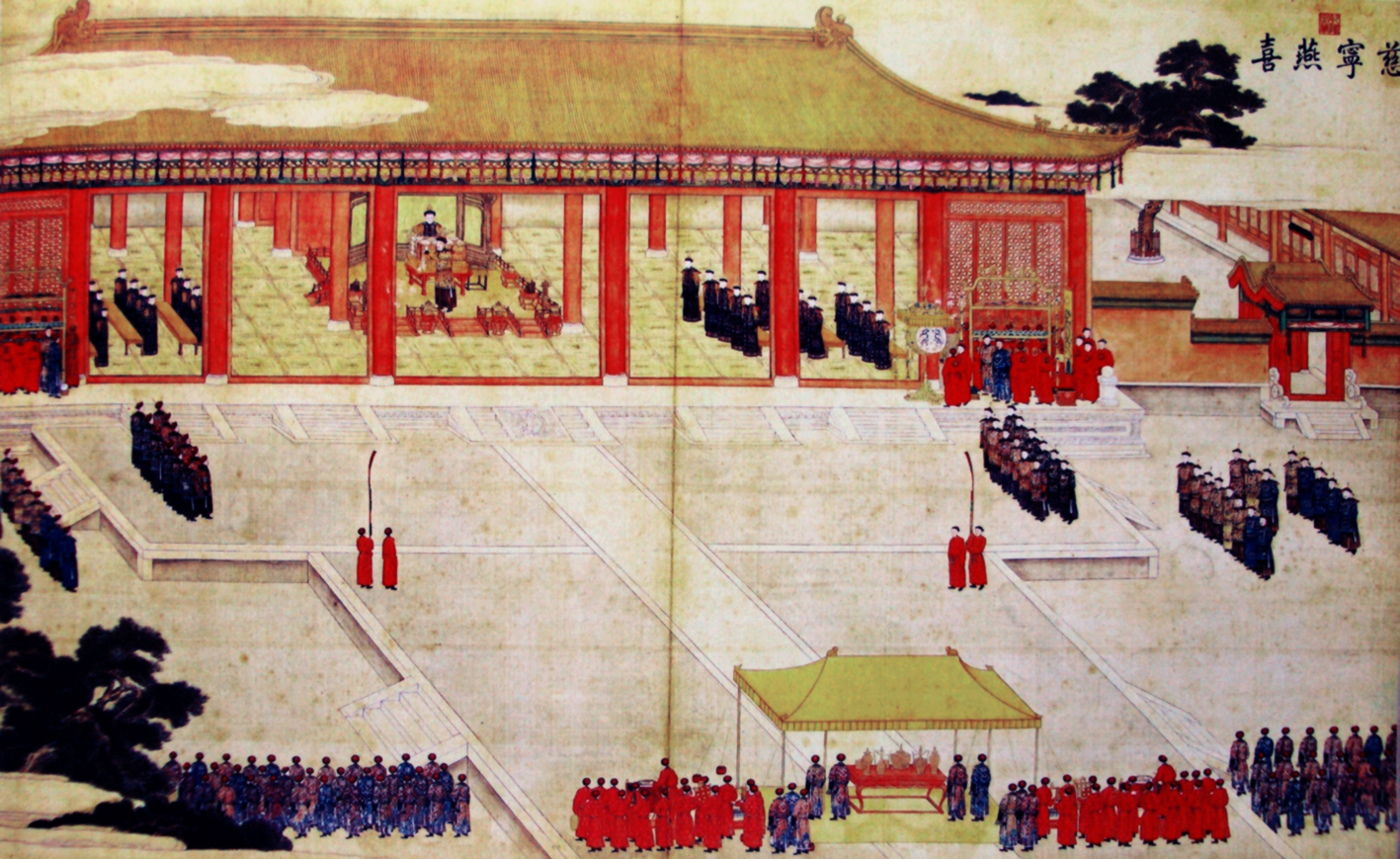
효성헌황후의 탄신일에 축배를 올리는 건륭제

건륭제는 생애 전반에 걸쳐서 조부인 강희제를 존경하였다. 강희제의 정책인 자생인정 정책을 확장시키거나 치수에도 노력하는 등 조부의 뜻을 이어받으려 노력하였고 자신의 서재에는 강희제의 어진을 걸어놓고 본보기로 삼았다. 할아버지를 의식하여 재위 60년 만에 내려온 것 역시 건륭제가 강희제를 매우 존경한 대목 중 하나이다.
또한 건륭제는 일생에 걸쳐서 풍류와 독서를 좋아하였다. 그 스스로도 여행을 매우 좋아하여 순행을 자주 다니면서 문인, 예술가들과 담론을 하였다. 건륭제는 문화·예술 분야로는 상당한 지식을 지녔고 서첩, 도자기, 칠기, 그림 등 모든 예술품에 관심을 가지며 예술가들을 크게 독려하였다. 건륭제는 오전에 격무로 쉴틈이 없었으나 오후에는 정무는 일체 보지 않고 독서, 서화 등의 여가 활동에 치중하여 자신의 예술성과 지식을 동시에 늘렸고 정무에 시달리던 머리를 식혀주는 시간이기도 하였다. 건륭제는 음식에도 큰 관심을 가졌는데 중국음식의 집대성이라 불리는 만한전석(滿漢全席)이 완성된 때가 바로 건륭제의 치세 때였으며 차를 애호하여 용정차를 자주 마셨다. 그는 용정의 찻잎을 끓인 약수에 우유를 넣어 마셨으며 자주 대신들을 불러서 차를 대접하기도 하였다.
또 건륭제는 가족을 매우 중히 여겨 자신의 모후인 효성헌황후에게 효도를 다 하였는데, 매일 거르지 않고 3번 어머니가 거처하는 자녕궁에 가서 문후드렸고, 여러 순행에도 효성헌황후를 모시고 가는 등 어머니를 크게 봉양하였다. 효성헌황후는 1777년(건륭 42년) 86세로 사망할 때까지 내명부를 오랫동안 통솔하며 아들과 며느리, 손자들, 대신들에게까지 큰 존중을 받았으나 정치에는 일절 간섭하지 않았다. 또한 건륭제의 황자들은 선대인 강희제의 황자들이나 옹정제의 황자들과는 달리 황위를 놓고 세력다툼을 벌이지 않아, 가경제가 황태자가 되고 황제에 즉위할 때까지 별다른 항의를 하지 않고 가경제의 등극을 받아들였다.
건륭제는 미복을 하고 잠행하는 것을 좋아하였는데 민간의 소문에도 귀를 기울이거나 대신들의 집을 불시에 방문하여 대신들이 눈여겨보는 인재들을 발굴하기도 하였다. 이렇게 하여 건륭제는 대신들이 평소 어떻게 지내는지 또 황제가 불시에 왔을 때 어떻게 대처하는지를 관찰하려 하였다. 건륭제는 세 명의 대신을 가까이 두며 자문을 구하였는데 그들이 바로 유용(劉墉), 기윤(紀昀), 그리고 화신이었다. 유용과 기윤은 건륭제 치세 초·중기에 활약을 하며 조정에 검소한 바람을 불어넣어 주었으나, 후기에 화신이 두각을 나타내면서 유용과 기윤은 모두 자청하여 지방의 한직으로 내려가 화신을 견제할 사람이 없어졌다. 위의 예를 볼 수 있듯 화신은 축재를 많이 하는 탐관이었으나 부정부패를 한다 하여도 국고의 돈을 비우게 하지 않았으며, 그 능력을 높이 사던 건륭제는 화신의 뒤에서 하는 일은 상관없이 조정의 영수로까지 성장하는데 힘이 되어주는 등 사람을 쓸 때 그 이력에 대해서 편견을 가지지 않았다.

## 평가

### 사후의 영향과 업적

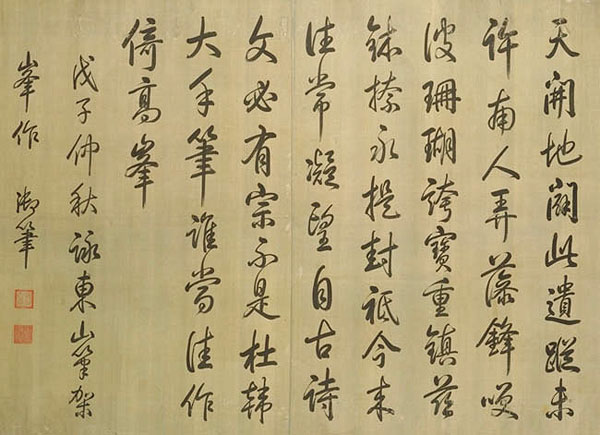
건륭제의 친필

건륭제가 죽은 후 청나라는 쇠퇴하기 시작하였다. 그 아들인 가경제는 건륭제와 화신이 죽은 후 부정부패를 일소하려 노력하였으나 여전히 관리들의 부정부패는 횡행하였고 그에 따라 청나라에 반대하는 움직임이 빈번히 일어났다. 1804년(가경 9년) 백련교도의 난은 진정되었으나 1813년(가경 18년) 백련교의 일파인 천교(天敎)도들이 난을 일으켰고, 천리교도들이 황궁인 자금성에까지 난입하는 계유지변이 일어나는 등 내란이 끊이지 않았다. 특히 이러한 내란을 진압하는데 돈이 많이 들어 군비를 2억 냥 이상 지출하는 등 청나라의 재정은 걷잡을 수 없이 악화되었다. 당시 내란, 재정 악화보다도 더 큰 문제는 외란으로 건륭제 때부터 시작된 청나라와 영국의 복잡하고 미묘한 관계는 후대에서도 지속되었다. 건륭제의 손자인 도광제 때에 영국 상인들은 건륭제가 정한 상업 정책을 무시하고 아편을 유통시켰으나 청나라 정부가 이를 금하고 아편을 폐기하자 함대를 이끌고 청나라로 쳐들어가 남경 조약을 맺고 향항(홍콩)을 가져가는 등 청나라는 계속 열강의 간섭을 받게 되었다.
외란과 더불어 민란의 불씨는 점점 커져서 1851년(함풍 원년) 청나라를 더욱 쇠약하게 만든 태평천국의 난이 발발하여 13년간이나 청나라 조정을 괴롭혔다. 당시 건륭제가 지나치게 원정을 한 이후로 쇠락해진 팔기군은 태평천국군을 진압하는데 공이 없었고 이러한 군대 세력의 약화는 지방에서 조직된 민병대 향용이 큰 세력을 얻게 되는 계기가 되었다. 그리하여 향용이 결정적으로 태평천국군을 멸망시키고 태조 때부터 혁혁한 공을 세운 팔기군은 신식 무기의 등장과 향용의 대두로 더욱 쇠락해져 갔다. 또한 건륭제는 할아버지 강희제와 같이 한족의 문화를 흡수하는데 적극적이어서 그 문화를 발전시켰으나 만주족은 동화된 탓인지 자신들의 고유 문화를 잃기 시작하였다. 건륭제 이후 만주어를 사용하는 인구 수는 점점 줄어들었고 청나라 멸망 때까지 계속 하락세를 보였다.
한편으로는 건륭제 사후 많은 전설이 생겼는데 그 중 건륭제의 생모에 관한 설과 향비와의 사랑이야기가 많이 회자되는 전설이다. 정사인 《청사고》〈고종순황제실록〉에서 기록된 건륭제의 모친은 옹정제의 후궁 출신인 효성헌황후라고 나와 있다. 그러나 전설에 따르면 건륭제는 옹정제와 효성헌황후의 아들이 아닌 강남 출신 한족 문인의 아들이며 옹정제가 본래 얻은 아이는 아들이 아닌 딸이었는데 마침 같은 날, 같은 시에 한족 문인의 아들이 태어나 서로 자신의 자식을 맞바꾸었고 이때 맞바뀐 옹정제의 아들이 된 남자 아이가 건륭제라는 것이다. 또한 건륭제가 남순을 떠난 목적은 바로 생모를 만나기 위한 목적이라고 하나, 대부분의 남순 때 효성헌황후가 건륭제를 따라 동행하였기 때문에 사실성이 떨어진다. 향비에 대한 전설은 본래 실존하던 위구르족 출신의 건륭제의 비 출신인 용비(容妃)가 모델로 실제로 오랫동안 살다가 자연사한 용비와 달리, 전설 속의 향비는 건륭제의 끊임없는 구애를 받으나 동침을 거부하고 절개를 지켰다. 건륭제가 사냥을 간 사이 황태후인 효성헌황후가 향비를 불러 자진을 권유하자 향비는 이에 자진하고 그녀가 죽은 뒤 그녀의 몸에선 아름다운 향기가 나왔다는 전설이다. 이 두 전설은 건륭제가 강남 순행, 그리고 십전무공 중 하나인 위구르 원정에 끼친 영향에서 비롯된 전설로 당시 민간에서의 건륭제의 인기를 짐작할 수 있는 대목이다.

### 비판
건륭제 자신은 초, 중기 40년간 조부 강희제와 부황 옹정제의 정책을 계승하고 개혁을 단행하며 문화를 부흥시켰으나 후기 20년 동안에는 화신을 지나치게 편애하고 자신의 딸을 화신의 아들에게 시집보내면서 화신의 세력을 너무 방관하였다. 또한 건륭제의 비호로 화신은 자신의 집에 엄청난 양의 돈을 저장하는 등 화신의 전횡을 방치하여 화신을 비롯한 여러 관리들의 부정부패를 내버려두는 실책을 범하였다. 즉위 당시 나쁜 정치 상황과 국고의 돈마저도 넉넉지 않던 강희제, 옹정제와는 달리 건륭제 때에는 국고의 돈이 풍족하였기에 불필요한 사치가 잦았다. 건륭제 역시 연회, 후원 건설 등에 막대한 비용을 쓰고 재위 기간 내내 원정을 단행하는 등 국고의 돈을 크게 낭비하여 청나라의 재정 상황은 악화되어갔다. 특히 자신의 정통성과 세를 과시하기 위해 여러 번의 전국 순행으로 다시 많은 돈을 낭비하기도 하였다. 또한 부황 옹정제가 전국의 관리들에게 잡은 엄격한 기풍을 이어가지 않고 그들에게 유화책을 씀으로서 관리들의 일체 행동에 대한 감시가 소홀해졌는데 이로 인해 부정부패가 만연해지고 중앙 정부와 지방 정부의 기강이 크게 훼손되었다. 그리고 건륭제는 베트남, 네팔 등 정복한 영토에는 무단 통치를 단행하여 현지인들에게 분란의 싹을 틔웠으며 실제로 건륭제가 죽은 뒤, 베트남과 버마는 독립하였다.
건륭제의 또다른 실책으로는 외국에 대한 시각이었는데 영국의 특사 조지 매카트니는 동등한 입장에서 통상을 요구하였으나 건륭제는 영국이 먼 나라에서 조공을 하러 온 것이다 생각하며 영국 사절단이 올 때 전국에 “영국 오랑캐들이 항복하였다”라는 방문을 보냈다. 건륭제는 영국 사절들에게 시종일관 거만한 태도를 보이며 “천자의 나라에는 부족한 것이 없다”라는 말을 하여 영국 사절단을 당황하게 만들었다.

### 현대의 영향과 평가
현대 이전만 해도 건륭제는 문화와 예술을 사랑하던 풍류군주라고 평가했으나, 근래에 들어서는 건륭제를 기점으로 청나라가 쇠퇴하기 시작하였다는 점을 주로 들며 건륭제에 대해 호의적인 평가를 잘 내리지 않는 편이다. 특히 그의 오만함과 과도한 사치, 낭비를 비판하였고 이러한 재화 유출은 훗날 청나라가 열강을 상대로 고전을 면치 못하여서 멸망 때까지 강건성세의 번영은 다시 오지 않았다. 건륭제를 유명하게 만든 민간의 설화는 후대에 들어서도 드라마·영화화되었다. 중화인민공화국에서 만든 드라마 시리즈 《황제의 딸》은 건륭 시대를 다룬 작품으로 건륭제가 황자 시절 강남에서 만난 여인과 하룻밤을 지낸 후 떠나자, 수십 년 뒤 그 딸이 나타나 아버지를 찾으려는 내용으로 시작한다. 그 밖에도 중화인민공화국과 중화민국에선 이러한 야사 외에도 건륭제 후반의 이야기, 즉 건륭제와 화신을 다루는 내용의 드라마도 많이 나오는 등 건륭제를 다양한 시각에서 바라본 작품이 많이 나오게 되었다.
책으로도 많은 사랑을 받은 작품이 있는데 《강희대제》, 《옹정황제》를 쓴 작가 얼웨허(二月河)는 그 완결판인 《건륭황제》를 써 베스트셀러에 오르는 등 다시 한번 큰 히트를 쳤다. 이 소설을 토대로 2002년 중국중앙방송이 다시 《건륭왕조》(乾隆王朝)라는 드라마를 만들어 건륭제와 화신의 관계를 다루었으나 전작인 《강희왕조》, 《옹정왕조》보다 다소 부진하였다. 한편 야사를 토대로 쓴 책으로는 중국의 무협 작가 김용이 쓴 《서검은구록》(書劍恩仇錄)이 있다. 여기서 건륭제는 강남에서 태어난 한족 출신으로 풍류를 좋아하는 황제로 나왔으며 여러 번 드라마로도 제작되어서 인기를 누렸다.

## 가족
건륭제는 3명의 황후와 5명의 황귀비, 5명의 귀비 등을 두었고 슬하에 17남 10녀를 두었다.

### 조부모와 부모
- 조부: 성조 강희인황제(聖祖 康熙仁皇帝) 현엽(玄燁)
- 조모: 효공인황후 오아씨(孝恭仁皇后 烏雅氏)
- 부친: 세종 옹정헌황제(世宗 雍正憲皇帝) 윤진(胤禛)
- 모친: 효성헌황후 뉴호록씨(孝聖憲皇后 鈕祜祿氏)

### 황후
| 봉호                | 시호                    | 이름(성씨)       | 재위년도        | 생몰년도        | 국구(장인/장모)                                                                       | 별칭   | 비고   |
| ------------------- | ----------------------- | ---------------- | --------------- | --------------- | ------------------------------------------------------------------------------------- | ------ | ------ |
| 황후(皇后)          | 효현순황후 (孝賢純皇后) | 푸차 씨 (富察氏) | 1737년 ~ 1748년 | 1712년 ~ 1748년 | 일등장각공(一等莊慤公) 부찰 이영보 (富察 李榮保) 일품부인(一品夫人) 기오로 씨(覺羅氏) | [ 40 ] |        |
| 황후(皇后)          |                         | 나라 씨 (那拉氏) | 1750년 ~ 1766년 | 1718년 ~ 1766년 | 나랍 눌이포 (那拉 訥爾布) 낭가씨(郞佳氏)                                              | [ 41 ] |        |
| 영황귀비 (令皇貴妃) | 효의순황후 (孝儀純皇后) | 위가씨 (魏佳氏)  | (추존)          | 1727년 ~ 1775년 | 삼등승은공(三等承恩公) 위청태(魏淸泰) 일품부인(一品夫人) 양가씨(楊佳氏)               | [ 42 ] | [ 43 ] |

### 후궁

#### 황귀비
| 봉호                | 시호                    | 이름(성씨)        | 생몰년도        | 별칭   | 비고   |
| ------------------- | ----------------------- | ----------------- | --------------- | ------ | ------ |
| 황귀비 (皇貴妃)     | 혜현황귀비 (慧賢皇貴妃) | 고가 씨 (高佳氏)  | 1711년 ~ 1745년 | [ 44 ] |        |
| 순황귀비 (純皇貴妃) | 순혜황귀비 (純惠皇貴妃) | 소씨(蘇氏)        | 1713년 ~ 1760년 | [ 45 ] |        |
| 철비(哲妃)          | 철민황귀비 (哲憫皇貴妃) | 푸차 씨 (富察氏)  | ? ~ 1735년      | [ 46 ] | [ 47 ] |
| 가귀비 (嘉貴妃)     | 숙가황귀비 (淑嘉皇貴妃) | 금가 씨 (金佳 氏) | 1713년 ~ 1755년 | [ 48 ] | [ 49 ] |
| 경귀비 (慶貴妃)     | 경공황귀비 (慶恭皇貴妃) | 육씨(陸氏)        | 1724년 ~ 1774년 | [ 50 ] |        |

#### 귀비
| 봉호            | 이름(성씨)                     | 생몰년도        | 별칭   | 비고 |
| --------------- | ------------------------------ | --------------- | ------ | ---- |
| 유귀비 (愉貴妃) | 가리엽특 씨 (珂里葉特氏)       | 1714년 ~ 1792년 | [ 51 ] |      |
| 완귀비 (婉貴妃) | 진씨(陳氏)                     | 1716년 ~ 1807년 | [ 52 ] |      |
| 영귀비 (穎貴妃) | 파림 씨 (巴林氏)               | 1731년 ~ 1800년 | [ 53 ] |      |
| 흔귀비 (忻貴妃) | 대가 씨 (戴佳氏)               | ? ~ 1764년      | [ 54 ] |      |
| 순귀비 (循貴妃) | 이르건기오로 씨 (伊爾根覺羅氏) | 1758년 ~ 1797년 | [ 55 ] |      |

#### 측비
| 비(妃)     |                              |                 |               |                |
| 봉호       | 이름(성씨)                   | 생몰년도        | 별칭          | 비고           |
| 서비(舒妃) | 엽혁나랍 씨 (叶赫那拉氏)     | 1728년 ~ 1777년 | [ 56 ]        |                |
| 예비(豫妃) | 보르지기트 씨 (博爾濟吉特氏) | 1730년 ~ 1774년 | [ 57 ] [ 58 ] |                |
| 용비(容妃) | 화탁 씨 (和卓氏)             | 1734년 ~ 1788년 | [ 59 ]        | 위구르인 출신. |
| 돈비(惇妃) | 왕씨(汪氏)                   | 1746년 ~ 1806년 | [ 60 ]        |                |
| 진비(晉妃) | 푸차 씨 (富察氏)             | ? ~ 1822년      | [ 61 ]        |                |
| 방비(芳妃) | 진씨(陳氏)                   | 1750년 ~ 1801년 | [ 62 ]        |                |

| 빈(嬪)     |                          |                 |        |      |
| 봉호       | 이름(성씨)               | 생몰년도        | 별칭   | 비고 |
| 의빈(儀嬪) | 황씨(黄氏)               | ? ~ 1735년      |        |      |
| 이빈(怡嬪) | 백씨(柏氏)               | 1721년 ~ 1757년 | [ 63 ] |      |
| 순빈(恂嬪) | 곽석특 씨 (霍碩特氏)     | ? ~ 1761년      | [ 64 ] |      |
| 신빈(愼嬪) | 배이갈사 씨 (拜爾葛斯氏) | ? ~ 1765년      | [ 65 ] |      |
| 공빈(恭嬪) | 임씨(林氏)               | 1733년 ~ 1805년 | [ 66 ] |      |
| 성빈(誠嬪) | 니오후루 씨 (鈕祜祿氏)   | ? ~ 1784년      | [ 67 ] |      |

#### 서비
| 귀인(貴人)      | 귀인(貴人)              | 귀인(貴人)      | 귀인(貴人) | 귀인(貴人) |
| 시호            | 이름(성씨)              | 생몰년도        | 별칭       | 비고       |
| --------------- | ----------------------- | --------------- | ---------- | ---------- |
| 순귀인 (順貴人) | 뉴호록씨 (鈕祜祿氏)     | 1750년 ~ 1788년 | [ 68 ]     |            |
| 악귀인 (鄂貴人) | 서림각라씨 (西林覺羅氏) | 1733년 ~ 1808년 | [ 69 ]     |            |
| 서귀인 (瑞貴人) | 색작락씨 (索綽洛氏)     | ? ~ 1765년      | [ 70 ]     | [ 71 ]     |
| 녹귀인 (綠貴人) | 육씨 (陸氏)             | ? ~ 1788년      | [ 72 ]     | [ 73 ]     |
| 수귀인 (壽貴人) |                         | ? ~ 1809년      |            | [ 74 ]     |
| 수귀인 (秀貴人) | 색작락씨 (索綽洛氏)     | ? ~ 1745년      |            | [ 75 ]     |
| 백귀인 (白貴人) | 백씨 (柏氏)             | 1730년 ~ 1803년 | [ 76 ]     | [ 77 ]     |
| 무귀인 (武貴人) | 무씨 (武氏)             | ? ~ 1781년      | [ 78 ]     | [ 79 ]     |
| 금귀인 (金貴人) |                         | ? ~ 1778년      | [ 80 ]     | [ 81 ]     |
| 신귀인 (新貴人) |                         | ? ~ 1775년      | [ 82 ]     |            |
| 신귀인 (慎貴人) |                         | ? ~ 1777년      | [ 83 ]     |            |
| 복귀인 (福貴人) |                         | ? ~ 1764년      | [ 84 ]     |            |

| 상재(常在)      | 상재(常在) | 상재(常在) | 상재(常在) |
| 시호            | 이름(성씨) | 생몰년도   | 비고       |
| --------------- | ---------- | ---------- | ---------- |
| 규상재 (揆常在) |            | ? ~ 1756년 |            |
| 영상재 (寧常在) |            | ? ~ 1781년 | [ 85 ]     |
| 평상재 (平常在) |            | ? ~ 1778년 | [ 86 ]     |
| 장상재 (張常在) | 장씨       | ? ~ 1745년 | [ 87 ]     |

| 답응(答應)      | 답응(答應) | 답응(答應) | 답응(答應) |
| 시호            | 이름(성씨) | 생몰년도   | 비고       |
| --------------- | ---------- | ---------- | ---------- |
| 상답응 (祥答應) |            | ? ~ 1773년 | [ 88 ]     |
| 나답응 (那答應) |            |            | [ 89 ]     |
| 답응 (答應)     |            |            | [ 90 ]     |
| 완답응 (莞答應) |            |            | [ 91 ]     |
| 채답응 (采答應) |            |            | [ 92 ]     |

| 격격(格格)      | 격격(格格) | 격격(格格) | 격격(格格)    |
| 시호            | 이름(성씨) | 생몰년도   | 비고          |
| --------------- | ---------- | ---------- | ------------- |
| 격격 (格格)     |            | ? ~ 1730년 | [ 93 ] [ 94 ] |
| 격격 (格格)     |            | ? ~ 1729년 | [ 93 ] [ 95 ] |
| 관여자(官女子)  |            |            |               |
| 시호            | 이름(성씨) | 생몰년도   | 비고          |
| 관여자 (官女子) |            |            | [ 96 ]        |
| 시고(待考)      |            |            |               |
| 시호            | 이름(성씨) | 생몰년도   | 비고          |
| 정귀인 (定貴人) |            |            | [ 97 ]        |

### 황자
| -    | 봉호                    | 시호        | 이름                                                 | 생몰년도        | 별칭    | 생모              | 자식           | 비고                       |
| ---- | ----------------------- | ----------- | ---------------------------------------------------- | --------------- | ------- | ----------------- | -------------- | -------------------------- |
| 장남 | 화석정친왕 (和碩定親王) | 안(安)      | 아이신기오로 융후왕 (愛新覺羅 永璜 /애신각라 영황)   | 1728년 ~ 1750년 |         | 철민황귀비 부찰씨 | 2남            | [ 98 ]                     |
| 차남 | 황태자 (皇太子)         | 단혜 (端慧) | 영련(永璉)                                           | 1730년 ~ 1738년 |         | 효현순황후 부찰씨 |                | [ 99 ]                     |
| 3남  | 다라순군왕 (多羅循郡王) |             | 아이신기오로 융장 (愛新覺羅 永璋 /애신각라 영장)     | 1735년 ~ 1760년 |         | 순혜황귀비 소가씨 | 1남 1녀 +1양자 | [ 100 ]                    |
| 4남  | 화석이친왕 (和碩履親王) | 단(端)      | 아이신기오로 융청 (愛新覺羅 永珹 /애신각라 영성)     | 1739년 ~ 1777년 |         | 숙가황귀비 금가씨 | 6남 3녀        | [ 101 ]                    |
| 5남  | 화석영친왕 (和碩榮親王) | 순(純)      | 아이신기오로 융키 (愛新覺羅 永琪 /애신각라 영기)     | 1741년 ~ 1766년 |         | 유귀비 가리엽특씨 | 6남 2녀        |                            |
| 6남  | 화석질친왕 (和碩質親王) | 장(莊)      | 아이신기오로 용이옹 (愛新覺羅 永瑢 /애신각라 영용)   | 1743년 ~ 1790년 | [ 102 ] | 순혜황귀비 소가씨 | 6남 5녀        | [ 103 ]                    |
| 7남  | 화석철친왕 (和碩哲親王) | 도민 (悼敏) | 영종(永琮)                                           | 1746년 ~ 1748년 |         | 효현순황후 부찰씨 |                | [ 104 ]                    |
| 8남  | 화석의친왕 (和碩儀親王) | 신(愼)      | 아이신기오로 융시오완 (愛新覺羅 永璇 /애신각라 영선) | 1746년 ~ 1832년 | [ 105 ] | 숙가황귀비 금가씨 | 2남 4녀        | [ 106 ]                    |
| 9남  |                         |             |                                                      | 1748년 ~ 1749년 |         | 숙가황귀비 금가씨 |                | 요절함.                    |
| 10남 |                         |             |                                                      | 1751년 ~ 1753년 |         | 서비 엽혁나랍씨   |                | 요절함.                    |
| 11남 | 화석성친왕 (和碩成親王) | 철(哲)      | 아이신기오로 융싱 (愛新覺羅 永瑆 /애신각라 영성)     | 1752년 ~ 1823년 |         | 숙가황귀비 금가씨 | 7남 6녀        | [ 106 ]                    |
| 12남 | 다라패륵 (多羅貝勒)     |             | 아이신기오로 융키 (愛新覺羅 永璂 /애신각라 영기)     | 1752년 ~ 1776년 | [ 107 ] | 계황후 나라씨     |                |                            |
| 13남 |                         |             | 영경(永璟)                                           | 1756년 ~ 1757년 |         | 계황후 나라씨     |                | 요절함.                    |
| 14남 |                         |             | 영로(永璐)                                           | 1757년 ~ 1760년 |         | 효의순황후 위가씨 |                | 요절함.                    |
| 15남 | 황태자 (皇太子)         |             | 아이신기오로 용얀 (愛新覺羅 顒琰 /애신각라 옹염)     | 1760년 ~ 1820년 | [ 108 ] | 효의순황후 위가씨 | 5남 9녀        | 제7대 황제 가경제(嘉慶帝). |
| 16남 |                         |             |                                                      | 1762년 ~ 1763년 |         | 효의순황후 위가씨 |                | 요절함.                    |
| 17남 | 화석경친왕 (和碩慶親王) | 희(僖)      | 아이신기오로 융린 (愛新覺羅 永璘 /애신각라 영린)     | 1766년 ~ 1820년 | [ 109 ] | 효의순황후 위가씨 | 6남 7녀        | [ 106 ]                    |

### 황녀
| -    | 봉호                        | 생몰년도        | 생모(생부)                                                                                | 부마                                                                          | 비고    |
| ---- | --------------------------- | --------------- | ----------------------------------------------------------------------------------------- | ----------------------------------------------------------------------------- | ------- |
| 장녀 |                             | 1728년 ~ 1729년 | 효현순황후 부찰씨                                                                         |                                                                               | 요절함. |
| 차녀 |                             | 1731년 ~ 1732년 | 철민황귀비 부찰씨                                                                         |                                                                               | 요절함. |
| 3녀  | 고륜화경공주 (固倫和敬公主) | 1731년 ~ 1792년 | 효현순황후 부찰씨                                                                         | 화석의친왕 (和碩毅親王) 박이제길특 색포등파륵주이 (博爾濟吉特 色布騰巴勒珠爾) |         |
| 4녀  | 화석화가공주 (和碩和嘉公主) | 1745년 ~ 1767년 | 순혜황귀비 소가씨                                                                         | 일등충용근각공 (一等忠勇勤恪公) 푸차 풀룽가 (富察 福隆安)                     |         |
| 5녀  |                             | 1753년 ~ 1755년 | 계황후 휘발나랍씨                                                                         |                                                                               | 요절함. |
| 6녀  |                             | 1755년 ~ 1758년 | 흔귀비 대가씨                                                                             |                                                                               | 요절함. |
| 7녀  | 고륜화정공주 (固倫和靜公主) | 1756년 ~ 1775년 | 효의순황후 위가씨                                                                         | 화석찰살극친왕 (和碩扎薩克親王) 박이제길특 납왕다이제 (博爾濟吉特 拉旺多爾濟) |         |
| 8녀  |                             | 1757년 ~ 1767년 | 흔귀비 대가씨                                                                             |                                                                               | 조졸함. |
| 9녀  | 화석화각공주 (和碩和恪公主) | 1758년 ~ 1780년 | 효의순황후 위가씨                                                                         | 일등무의모용공 (一等武毅謀勇公) 오아 찰란태 (烏雅 札蘭泰)                     |         |
| 10녀 | 고륜화효공주 (固倫和孝公主) | 1775년 ~ 1823년 | 돈비 왕씨                                                                                 | 삼등효민공 (三等孝愍公) 니오후루 펑셔닌더 (鈕祜祿 豊紳殷德)                   |         |
| 양녀 |                             |                 |                                                                                           |                                                                               |         |
| -    | 화석화안공주 (和碩和婉公主) | 1734년 ~ 1760년 | 화공친왕(和恭親王) 아이신기오로 훙저오 (愛新覺羅 弘晝) 적복진(嫡福晉) 오찰차 씨(吳扎庫氏) | 다라파림패륵 (多羅巴林貝勒) 박이제길특 덕륵극 (博爾濟吉特 德勒克)             | [ 110 ] |

## 기년과 연호
| 연호       | 사용기간 | 사용기간 | 년수 | 비고 |
| ---------- | -------- | -------- | ---- | ---- |
| 건륭(乾隆) | 1736년   | 1795년   | 60년 |      |

## 같이 보기
- 건륭(乾隆, 1736년 ~ 1795년) - 건륭제의 연호.
- 강희제
- 옹정제
- 가경제
- 청나라
- 화신
- 중국 의례 논쟁
- 중국의 기독교
- 강건성세
- 주세페 카스틸리오네
- 외팔묘
- 《사고전서》
- 《황제의 딸》
- 《흠정만주원류고(欽定滿洲源流考)》

## 참고 자료
- 《청사고》(淸史稿) - 〈고종순황제실록〉(高宗純皇帝實錄)
- 《청사고》(淸史稿) - 〈인종예황제실록〉(仁宗睿皇帝實錄)
- 周遠廉, 《乾隆皇帝大傳》
- 조나선 D. 스펜스, 《현대 중국을 찾아서 1》, 이산출판사, 김희교 옮김, 1999년 ISBN 89-87608-07-7.
- 미야지마 히로시, 《조선과 중국 근세 오백년을 가다 (일국사를 넘어선 동아시아 읽기)》, 역사비평사, 김현영 옮김, 2003년, ISBN 89-7696-707-0.
- 둥예쥔, 《평천하 (건륭 원전)》, 시아출판사, 송하진 옮김, 2004년, ISBN 89-8144-148-0.
- 김희영, 《이야기 중국사 3》, 청아출판사, 2006년, ISBN 89-368-0347-6.
- 정진홍, 《인문의 숲에서 경영을 만나다》, 21세기북스, 2007년 ISBN 978-89-509-1276-5.
- 시앙쓰, 남경사범대학 중한문화연구센터, 《건륭황제의 인생 경영》, 세종서적, 2007년, ISBN 978-89-8407-235-0.